# Distribuição normal
Em probabilidade e estatística, a distribuição normal é uma das distribuições de probabilidade mais utilizadas para modelar fenômenos naturais. Isso se deve ao fato de que um grande número de fenômenos naturais apresenta sua distribuição de probabilidade tão proximamente normal, que a ela pode ser com sucesso referida, e, portanto, com adequado acerto por ela representada como se normal fosse. A distribuição normal é ligada a vários conceitos matemáticos como movimento browniano, ruído branco, entre outros. A distribuição normal também é chamada distribuição gaussiana, distribuição de Gauss ou distribuição de Laplace–Gauss, em referência aos matemáticos, físicos e astrônomos francês Pierre–Simon Laplace (1749 – 1827) e alemão Carl Friedrich Gauss (1777 – 1855).

Os diagramas em barras representam as distribuições discretas da soma de 1, 2, 3, 4 ou 5 dados. A curva preta representa a densidade da distribuição normal como o limite dos gráficos de barras.

Em termos mais formais, a distribuição normal é uma distribuição de probabilidade absolutamente contínua parametrizada pela sua esperança matemática (número real {\displaystyle \mu }) e desvio padrão (número real positivo {\displaystyle \sigma }). A densidade de probabilidade da distribuição normal é denotada como 
{\displaystyle f(x)={\frac {1}{\sigma {\sqrt {2\pi }}}}\;\;\mathrm {e} ^{-{\frac {1}{2}}\left({\frac {x-\mu }{\sigma }}\right)^{2}}}.
A distribuição normal com média nula e desvio padrão unitário é chamada de distribuição normal centrada e reduzida ou de distribuição normal padrão. Quando uma variável aleatória {\displaystyle X} segue uma distribuição normal, ela é chamada de gaussiana ou de normal. Comumente é usada a notação com a variância {\displaystyle \sigma ^{2}} quando {\displaystyle X\sim {N}(\mu ,\sigma ^{2}).} A curva de densidade é chamada de curva de Gauss ou de curva em forma de sino.
O papel central da distribuição normal decorre do fato de ser o limite de um grande número de distribuições de probabilidade como mostra o teorema central do limite, o qual permite estudar probabilisticamente a média das variáveis independentes de uma amostra aleatória simples de tamanho grande {\displaystyle n}. A distribuição normal corresponde ao comportamento do efeito agregado de experiências aleatórias independentes e semelhantes em certas circunstâncias quando o número de experiências é muito alto. Com esta propriedade, a distribuição normal pode aproximar–se da distribuição de efeito agregado de outras distribuições e modelar vários estudos científicos como erros de medição ou testes estatísticos com as tabelas de distribuição normal.

## Histórico
Uma das primeiras aparições da distribuição normal ocorreu em 1733 com Abraham de Moivre com o aprofundamento do estudo de fatorial {\displaystyle n!} quando considerado um jogo de cara ou coroa. Em 1756, ele publicou A Doutrina das Chances, em que a distribuição normal aparece como o limite de uma distribuição binomial, o que originaria o teorema central do limite.
Em 1777, Pierre-Simon Laplace retomou o trabalho e obteve uma boa aproximação do erro entre a distribuição normal e a distribuição binomial em razão da função gama de Euler. Em seu livro publicado em 1781, Laplace publica uma primeira tabela da distribuição normal. Em 1809, Carl Friedrich Gauss assimila os erros da observação na astronomia à curva, erros da densidade da distribuição normal.
A distribuição normal é totalmente definida quando o primeiro teorema central do limite (chamado então teorema de Laplace) é elaborado por Laplace em 1821. O nome normal é dado por Henri Poincaré no fim do século XIX. A distribuição normal também pode ser chamada de distribuição de Gauss ou distribuição de Laplace–Gauss, de acordo com sua autoria. A denominação segunda distribuição de Laplace também é usada ocasionalmente.
A distribuição normal é estudada frequentemente. Por exemplo, novas tabelas digitais foram publicadas por Egon Sharpe Pearson em 1948, pelo National Bureau of Standards em 1952 e por Greenwood e Hartley em 1958.

## Distribuição normal padrão
Existe uma infinidade de distribuições normais, cada uma com sua própria média e desvio padrão. A distribuição normal com média 0 e desvio padrão 1 é chamada de distribuição normal padrão. Ela é uma distribuição de probabilidade (uma medida {\displaystyle N}, de massa total unitária) unidimensional (com suporte real {\displaystyle \scriptstyle \mathbb {R} }). É uma distribuição absolutamente contínua (a medida é absolutamente contínua em relação à medida de Lebesgue).
Em outras palavras, existe uma densidade de probabilidade muitas vezes denotada como {\displaystyle \varphi } para a distribuição normal padrão tal que: {\displaystyle N(dx)=\varphi (x)dx}. É generalizada para a distribuição normal multivariada. A distribuição normal padrão também pode ser chamada de distribuição normal centrada e reduzida. A escala horizontal do gráfico da distribuição normal padrão corresponde ao escore-z que é uma medida de posição que indica o número de desvios padrão em que um valor se encontra a partir da média. Podemos transformar um valor {\displaystyle x} em escore-z usando a fórmula:
{\displaystyle z={x-\mu  \over \sigma }}          Arredondar para o centésimo mais próximo
Quando um valor de uma variável aleatória {\displaystyle x} distribuída normalmente é transformado em um escore-z, a distribuição de {\displaystyle z} será uma distribuição normal padrão. Após essa transformação, a área que recai no intervalo {\textstyle (x_{1};x_{2})} sob a curva normal padrão é a mesma que aquela sob a curva normal padrão no correspondente intervalo {\textstyle (z_{1};z_{2})}.

### Propriedades da distribuição normal padrão
1. A área acumulada é próxima de 0 para escores-z próximos a z=-3,49.
2. A área acumulada aumenta conforme os escores-z aumentam.
3. A área acumulada para z=0 é 0,5000.
4. A área acumulada é próxima a 1 para escores-z próximos a z=3,49.

### Definição pela função densidade

Função densidade da distribuição normal padrão (curva de Gauss ou curva em forma de sino).

A densidade da distribuição normal padrão é dada pela função {\displaystyle \varphi :\mathbb {R} \to \mathbb {R} _{+}}definida por {\displaystyle \varphi (t)={\frac {1}{\sqrt {2\;\pi }}}\;\;\mathrm {e} ^{-{\frac {1}{2}}t^{2}}}, para todo {\displaystyle t\in \mathbb {R} }. Esta distribuição é chamada centrada porque o valor do seu momento de ordem 1 (esperança) é 0 e reduzida porque o valor do seu momento de ordem 2 (variância) é 1, assim como o seu desvio padrão. O gráfico da densidade {\displaystyle \varphi } é chamado função gaussiana, curva de Gauss ou curva em forma de
sino. A distribuição normal é denotada pela letra {\displaystyle N}. Uma variável aleatória {\displaystyle X} que segue uma distribuição normal padrão é denotada como {\displaystyle X\sim N(0,1)}.
Seguem algumas propriedades sobre a função densidade:
- O cálculo da integral de Gauss permite demonstrar que a função {\displaystyle \varphi } é uma densidade de probabilidade pela fórmula {\displaystyle \int _{-\infty }^{+\infty }\mathrm {exp} (-{\frac {1}{2}}t^{2})\mathrm {d} t={\sqrt {2\,\pi }}}.
- É contínua, uniformemente limitada e par.[23]
- O máximo da função {\displaystyle \varphi } é atingido na média 0 e de valor {\displaystyle {\frac {1}{\sqrt {2\pi }}}}.[23]
- Verifica {\displaystyle \lim _{x\rightarrow +\infty }\varphi (x)=\lim _{x\rightarrow -\infty }\varphi (x)=0}.[24]
- A densidade {\displaystyle \varphi } é infinitamente derivável. Uma indução matemática permite obter a fórmula para a {\displaystyle n}-ésima derivada de {\displaystyle \varphi }: {\displaystyle \varphi ^{(n)}(x)=(-1)^{n}H_{n}(x)\varphi (x)}, em que {\displaystyle H_{n}} é o {\displaystyle n}–ésimo polinômio de Hermite.[25]
- A densidade possui dois pontos de inflexão, em 1 e em –1. Estes são os pontos em que a segunda derivada {\displaystyle \varphi ''} se anula e muda de sinal. Os dois pontos são aproximadamente três quintos da altura total.[18]

### Definição pela função distribuição

Função distribuição da distribuição normal padrão.

Historicamente a distribuição normal aparece como a distribuição limite no teorema central do limite, usando a função de distribuição cumulativa. A distribuição normal é a distribuição de probabilidade, em que a função de distribuição é dada por {\displaystyle \Phi :\mathbb {R} \to \mathbb {R} _{+}}, definida por
{\displaystyle \Phi (x)={\frac {1}{\sqrt {2\;\pi }}}\int _{-\infty }^{x}\mathrm {e} ^{-{\frac {1}{2}}t^{2}}\mathrm {d} t}, para todo {\displaystyle x\in \mathbb {R} }. Ela fornece a probabilidade de uma variável aleatória de distribuição normal pertencer a
um intervalo fechado {\displaystyle [a,b]}, {\displaystyle \mathbb {P} (X\in [a,b])=\Phi (b)-\Phi (a)}.
Seguem algumas propriedades sobre a função de distribuição:
- Não existe uma expressão analítica para a função de distribuição {\displaystyle \Phi }. Isto é, não é expressa a partir de funções usuais, mas torna–se uma função usual. Para obter os valores de probabilidade {\displaystyle \Phi (x)=\mathbb {P} (X\leq x)} é preciso aproximar esta função de outras funções usuais gerando a tabela de valores.[27]
- Pode ser expressa em função da função erro por meio das seguintes fórmulas equivalentes {\displaystyle \Phi (x)={\frac {1}{2}}+{\frac {1}{2}}\operatorname {erf} \left({\frac {x}{\sqrt {2}}}\right)} e {\displaystyle \operatorname {erf} (x)=2\Phi \left(x{\sqrt {2}}\right)-1}.[28]
- É infinitamente derivável e verifica {\displaystyle \Phi '(x)=\varphi (x)}. A fórmula equivalente {\displaystyle \mathrm {d} \Phi (x)=\varphi (x)\mathrm {d} x} permite definir a integral de Lebesgue–Stieltjes com relação à distribuição normal.[29]
- É absolutamente contínua e estritamente crescente, sendo uma bijeção de {\displaystyle \mathbb {R} } no intervalo aberto {\displaystyle ]0,1[}.[30] O recíproco {\displaystyle \Phi ^{-1}} é chamado de função inversa da função distribuição acumulada da distribuição normal. Por exemplo, esta função é utilizada pelo modelo probit.[31]
- Pela paridade da distribuição, {\displaystyle \Phi (-x)=1-\Phi (x)}. Portanto, {\displaystyle \Phi (0)={\frac {1}{2}}}. Isso mostra que a mediana da distribuição normal padrão é 0.[30]

### Definição pela função característica

Função característica e função geradora de momentos da distribuição normal padrão.

A caracterização da distribuição normal pela função característica tem o objetivo de demonstrar certas propriedades como a estabilidade da soma e o teorema central do limite. A função característica de distribuição normal padrão é dada por
{\displaystyle \phi :\mathbb {R} \to \mathbb {R} _{+}} e definida por {\displaystyle \phi (t)={\rm {e}}^{-{\frac {t^{2}}{2}}}}, para todo {\displaystyle t\in \mathbb {R} }. Em grego existem duas variações para a letra phi minúscula. O {\displaystyle \phi } utilizado agora é diferente do {\displaystyle \varphi } utilizado no início do texto. Isto é, são duas notações diferentes para phi minúsculo.
Esta função característica é proporcional à densidade da distribuição padrão. Ela permite demonstrar certas propriedades como a estabilidade por adição e o teorema central do limite.
Seguem algumas propriedades sobre a função de distribuição:
- A função característica da distribuição normal pode ser obtida a partir da função densidade pelas igualdades {\displaystyle \phi (t)=\int _{-\infty }^{+\infty }{\rm {e}}^{{\rm {i}}tx}\mathrm {d} \Phi (x)=\int _{-\infty }^{+\infty }{\rm {e}}^{{\rm {i}}tx-{\frac {x^{2}}{2}}}\mathrm {d} x={\rm {e}}^{-{\frac {t^{2}}{2}}}}.[26]
- Se uma variável aleatória {\displaystyle X} segue uma distribuição normal padrão da função característica {\displaystyle \phi } definida acima, então a transformação linear {\displaystyle Y=aX+b} admite a função característica {\displaystyle \phi _{Y}(t)={\rm {e}}^{{\rm {i}}bt}\phi (at)}. É uma variável aleatória com distribuição normal de média {\displaystyle b} e variância {\displaystyle a^{2}}.[35]

### Definição pela função geradora de momentos
Uma outra maneira de definir a distribuição normal padrão é pela utilização da função geradora de momentos. É a distribuição de probabilidade, em que a função geradora de momentos é dada por {\displaystyle M:\mathbb {R} \to \mathbb {R} _{+}} e definida por {\displaystyle M(t)={\rm {e}}^{\frac {t^{2}}{2}}}, para todo {\displaystyle t\in \mathbb {R} }. O objetivo é calcular os momentos da distribuição normal.
Seguem algumas propriedades sobre a função geradora de momentos:
- A função geradora de momentos da distribuição normal pode ser obtida a partir da função densidade. Seja {\displaystyle X}, que segue uma distribuição normal padrão, então {\displaystyle M(t)=\mathbb {E} [e^{tX}]={\frac {1}{\sqrt {2\pi }}}\int _{-\infty }^{+\infty }{\rm {e}}^{xt}{\rm {e}}^{-{\frac {x^{2}}{2}}}\mathrm {d} x={\frac {1}{\sqrt {2\pi }}}\int _{-\infty }^{+\infty }{\rm {e}}^{-({\frac {(x-t)^{2}-t^{2}}{2}})}\mathrm {d} x={\rm {e}}^{\frac {t^{2}}{2}}\,{\frac {1}{\sqrt {2\pi }}}\int _{-\infty }^{+\infty }{\rm {e}}^{-{\frac {x^{2}}{2}}}\mathrm {d} x={\rm {e}}^{\frac {t^{2}}{2}}}.[36]
- Se uma variável aleatória {\displaystyle X} segue uma distribuição normal padrão da função geradora de momentos {\displaystyle M}, então a transformação linear {\displaystyle Y=aX+b} admite a função geradora de momentos {\displaystyle M_{Y}(t)={\rm {e}}^{bt}M(at)}. Assim, {\displaystyle Y} é uma variável aleatória com distribuição normal de média {\displaystyle b} e variância {\displaystyle a^{2}}.[37]

## Distribuição normal geral

### Definição
Mais usualmente que a distribuição normal padrão, a distribuição normal não centrada e não reduzida é a distribuição de probabilidade absolutamente contínua, na qual um dos quatros pontos seguintes podem ser verificados.
- A densidade de probabilidade é dada pela função {\displaystyle f:\mathbb {R} \to \mathbb {R} _{+}}, definida por {\displaystyle f(t)={\frac {1}{\sigma {\sqrt {2\;\pi }}}}\;\;\mathrm {e} ^{-{\frac {1}{2}}{\frac {(t-\mu )^{2}}{\sigma ^{2}}}}}, para todo {\displaystyle t\in \mathbb {R} }.[21]
- A função de distribuição (cumulativa) é dada pela função {\displaystyle F:\mathbb {R} \to \mathbb {R} _{+}}, definida por {\displaystyle F(x)={\frac {1}{\sigma {\sqrt {2\;\pi }}}}\int _{-\infty }^{x}\mathrm {e} ^{-{\frac {1}{2}}{\frac {(t-\mu )^{2}}{\sigma ^{2}}}}\mathrm {d} t}, para todo {\displaystyle t\in \mathbb {R} }.[38]
- A função característica é dada por {\displaystyle \phi :\mathbb {R} \to \mathbb {C} } , definida por {\displaystyle \phi (t)={\rm {e}}^{\mu {\rm {i}}t-{\frac {1}{2}}\sigma ^{2}t^{2}}}, para todo {\displaystyle t\in \mathbb {R} }.[33]
- A função geradora de momentos é dada por {\displaystyle \phi :\mathbb {R} \to \mathbb {R} _{+}} , definida por {\displaystyle M(t)={\rm {e}}^{\mu t+{\frac {1}{2}}\sigma ^{2}t^{2}}}, para todo {\displaystyle t\in \mathbb {R} } ou {\displaystyle \mu \in \mathbb {R} } e {\displaystyle \sigma \in \mathbb {R} }.[39]

Para {\displaystyle \sigma =0}, as funções de densidade e de distribuição não são definidas. Este caso corresponde a um comportamento degenerado da distribuição normal, às vezes chamada de distribuição normal imprópria. Isto é a medida de Dirac no ponto {\displaystyle \mu }. O valor {\displaystyle \mu } é a média da distribuição, {\displaystyle \sigma } é o desvio padrão e {\displaystyle \sigma ^{2}} é a variância. Esta distribuição é denotada por {\displaystyle N}, uma variável aleatória {\displaystyle X} que segue a distribuição normal com a média {\displaystyle \mu } e variância {\displaystyle \sigma ^{2}} é denotada por {\displaystyle X\sim N(\mu ,\sigma ^{2})}.

### Observações
- - Se a variável aleatória {\displaystyle X} segue uma distribuição normal padrão {\displaystyle N(0,1)}, então a variável aleatória {\displaystyle \sigma X+\mu } segue uma distribuição normal {\displaystyle N(\mu ,\sigma ^{2})} de média {\displaystyle \mu } e de variância {\displaystyle \sigma ^{2}}. Reciprocamente, se {\displaystyle Y} segue uma distribuição normal {\displaystyle N(\mu ,\sigma ^{2})}, então {\displaystyle {\frac {Y-\mu }{\sigma }}} segue uma distribuição normal padrão.[40] Em outras palavras, toda distribuição normal pode ser obtida pela translação e pela dilatação de uma distribuição normal padrão. Esta primeira propriedade permite obter a fórmula {\displaystyle \mathbb {P} (Y\leq x)=\mathbb {P} \left({\frac {Y-\mu }{\sigma }}\leq {\frac {x-\mu }{\sigma }}\right)=\mathbb {P} \left(X\leq {\frac {x-\mu }{\sigma }}\right)}.[41] Então, é possível deduzir as propriedades da distribuição normal a partir da distribuição normal centrada reduzida e vice–versa. A variável {\displaystyle {\frac {Y-\mu }{\sigma }}} às vezes é chamada de padronização de {\displaystyle Y} ou de variável padrão {\displaystyle Y}.[42]
  - A densidade {\displaystyle f} é simétrica em relação à {\displaystyle \mu }.[23]
  - O máximo da função {\displaystyle f} é atingido em {\displaystyle \mu }, com valor {\displaystyle {\frac {1}{\sigma {\sqrt {2\pi }}}}}.[23]
  - Desde que a distribuição normal seja uma distribuição de probabilidade absolutamente contínua, o evento {\displaystyle [X=x]} é insifgnificante. Isto é, quase certamente uma variável aleatória com distribuição normal {\displaystyle X} nunca é igual a um valor fixo {\displaystyle x}. Isto é expresso matematicamente por {\displaystyle \mathbb {P} (X=x)=0}.[43]
  - A largura à meia altura (largura da curva à metade da altura total) fornece um valor da amplitude da distribuição. Esta largura à meia altura da distribuição normal é proporcional ao desvio padrão {\displaystyle H=2{\sqrt {2\ln(2)}}\sigma \approx 2,3548\sigma }. O fator 2 vem da propriedade de simetria da distribuição normal.[44]
  - A densidade tem dois pontos de inflexão, em {\displaystyle \mu +\sigma } e em {\displaystyle \mu -\sigma }. Eles são os pontos, nos quais a segunda derivada {\displaystyle f''} anula–se e muda de sinal. Os dois pontos situam–se aproximadamente três quintos da altura total.[18]
  - A distribuição normal é uma distribuição da família exponencial. Isto é, a sua densidade é escrita como {\displaystyle f(x)=a(\theta )b(x)\mathrm {e} ^{-c(\theta )d(x)}}ou como {\displaystyle f(x)=\mathrm {e} xp\left({\frac {x\theta _{1}-\beta (\theta _{1})}{\alpha (\theta _{2})}}\right)}, com {\displaystyle \theta _{1}=\mu }, {\displaystyle \theta _{2}=\sigma }, {\displaystyle \beta (\mu )={\frac {\mu ^{2}}{2}}} e {\displaystyle \alpha (\sigma )=\sigma ^{2}}.[45]

## Propriedades

### Outras caracterizações
Em adição à densidade de probabilidade, à função de distribuição, à função característica e à função geradora de momentos, existem outras caracterizações da distribuição normal.
- Caracterização segundo Georges Darmois e Sergeï Bernstein – se duas variáveis aleatórias {\displaystyle X_{1}} e {\displaystyle X_{2}} são independentes e igualmente distribuídas e se duas variáveis aleatórias {\displaystyle X_{1}+X_{2}} e {\displaystyle X_{1}-X_{2}} também são independentes, então a distribuição comum {\displaystyle X_{1}} e {\displaystyle X_{1}} é a distribuição normal.[10]
- Caracterização segundo Charles Stein – a distribuição normal é a única distribuição de probabilidade (medida de probabilidade) {\displaystyle \mathbb {P} } tal qual, para qualquer função {\displaystyle g} de classe C¹ (derivável ou derivada contínua), {\displaystyle \int _{\mathbb {R} }g'(x)\mathrm {d} \mathbb {P} (x)=\int _{\mathbb {R} }xg(x)\mathrm {d} \mathbb {P} (x).}[18]

### Momentos
O momento de ordem 1 é chamado média ({\displaystyle \mu }) e é dado como parâmetro da distribuição normal {\displaystyle N(\mu ,\sigma ^{2})}. O segundo parâmetro é o desvio padrão ({\displaystyle \sigma }). Isto é, a raiz quadrada da variância {\displaystyle \sigma ^{2}}, que é, por definição, a média dos quadrados dos desvios da média, ou segundo momento central. Os momentos centrais da distribuição normal são dados por{\displaystyle {\begin{cases}\mu _{2k}=\mathbb {E} [(X-\mu )^{2k}]={\frac {(2\,k)!}{2^{k}k!}}\sigma ^{2k}\\\mu _{2k+1}=\mathbb {E} [(X-\mu )^{2k+1}]=0\end{cases}}},
para {\displaystyle k\geq 0} e {\displaystyle X} uma variável aleatória com distribuição normal {\displaystyle N(\mu ,\sigma ^{2})}.
O momento central de ordem {\displaystyle n} pode ser obtido a partir de uma função de momentos de ordem inferior à {\displaystyle n} e o momento de ordem {\displaystyle n} pode ser obtido a partir de momentos de ordem inferior à {\displaystyle n} – 1 e do momento central de ordem {\displaystyle n}. Então, os primeiros momentos da distribuição normal são:
{\displaystyle {\begin{cases}m_{1}=\mathbb {E} [X]=\mu \\m_{2}=\mathbb {E} [X^{2}]=\sigma ^{2}+\mu ^{2}\\m_{3}=\mathbb {E} [X^{3}]=3\mu \sigma ^{2}+\mu ^{3}\end{cases}}}.

#### Cálculo
Com a simetria em torno de {\displaystyle \mu } da função densidade da distribuição normal, os momentos centrais de ordem ímpar são todos zero. Os momentos de ordem par da distribuição normal padrão {\displaystyle N(0,1)} pode ser obtido pela relação de recorrência {\displaystyle m_{2k}=(2k-1)m_{2k-2}}, que vem da integração por partes seguinte, para {\displaystyle k\geq 1},{\displaystyle m_{2k}=\int _{-\infty }^{+\infty }t^{2k-1}t\varphi (t)\mathrm {d} t=-\int _{-\infty }^{+\infty }t^{2k-1}\varphi '(t)\mathrm {d} t=(2k-1)\int _{-\infty }^{+\infty }t^{2k-2}\varphi (t)\mathrm {d} t}.
É deduzida a fórmula dos momentos centrais reduzidos {\displaystyle m_{2k}=(2k-1)\cdots 3\cdot 1={\frac {(2\,k)!}{2^{k}k!}}}, assim a fórmula dos momentos centrais {\displaystyle \mu _{2k}={\frac {(2\,k)!}{2^{k}k!}}\sigma ^{2k}}.

#### Função geradora de momentos
Os momentos centrais {\displaystyle (\mu _{n},n\geq 0)} de uma distribuição podem ser obtidos a partir da função geradora de momentos centrados. Para a distribuição {\displaystyle N(\mu ,\sigma ^{2})}, a mudança da variável {\displaystyle y=x-\mu } permite obter as fórmulas {\displaystyle M_{\text{c}}(t)={\rm {e}}^{\frac {\sigma ^{2}t^{2}}{2}}=\sum _{k=0}^{\infty }{\frac {1}{k!}}\left({\frac {\sigma ^{2}t^{2}}{2}}\right)^{k}}de uma parte e {\displaystyle M_{\text{c}}(t)=\sum _{n=0}^{\infty }{\frac {1}{n!}}\mu _{n}t^{n}} de outra parte.
Para a identificação dos coeficientes das duas séries, isto implica que os momentos de ordem ímpar são zero {\displaystyle \mu _{2k+1}=0} e fornece uma fórmula para os momentos de ordem par {\displaystyle \mu _{2k}={\frac {(2k)!}{2^{k}k!}}\sigma ^{2k}}.

#### Assimetria e curtose

Densidades de probabilidade de distribuições com curtoses diferentes. Em vermelho, a distribuição de Laplace. Em laranja, a distribuição secante hiperbólica. Em verde, a distribuição logística. Em preto, a distribuição normal. Em cinza, a loi du cosinus surélevé. Em azul, a loi du demi-cercle. Em violeta, a distribuição uniforme.

A assimetria {\displaystyle \gamma _{1}}, a curtose {\displaystyle \beta _{2}} e a curtose normalizada {\displaystyle \gamma _{2}} são obtidas a partir das fórmulas dos momentos {\displaystyle {\begin{cases}\gamma _{1}={\frac {\mu _{3}}{\sigma ^{3}}}=0\\\beta _{2}={\frac {\mu _{4}}{\sigma ^{4}}}=3\\\gamma _{2}=\beta _{2}-3=0\\\end{cases}}}.
A distribuição normal é um ponto de referência para comparação das espessuras de caudas longas. Se uma distribuição possui uma curtose normalizada {\displaystyle \gamma _{2}>0}, então a distribuição possui uma cauda longa mais grossa que a distribuição normal e é chamada leptocúrtica. Se {\displaystyle \gamma _{2}<0}, a distribuição possui uma cauda longa mais fina que a distribuição normal e é chamada platicúrtica. Se a distribuição possui uma curtose normalizada nula, então a distribuição possui uma cauda longa comparável à distribuição normal e é chamada mesocúrtica.
Cumulantes
A função característica permite obter a função geradora de cumulantes pela fórmula {\displaystyle \ln(\phi (t))=\sum _{n=1}^{+\infty }K_{n}{\frac {({\rm {i}}t)^{n}}{n!}}} e permite obter os cumulantes {\displaystyle K_{1}=\mu }, {\displaystyle K_{2}=\sigma ^{2}} e{\displaystyle K_{n}=0} , para {\displaystyle n\geq 3}.

Quando o número de variáveis aumenta, a densidade de probabilidade da variável (centrada reduzida) aproxima–se da curva em forma de sino da distribuição normal.

### Teoremas da convergência
A primeira versão do teorema central do limite (teorema de Moivre–Laplace) foi estabelecido para as variáveis aleatórias da distribuição de Bernoulli. De maneira mais geral, se {\displaystyle X_{1},X_{2},\dots ,X_{n}} são variáveis aleatórias independentes e igualmente distribuídas com variância finita e se a soma é denotada como {\displaystyle S_{n}=X_{1}+X_{2}+\dots +X_{n}}, então {\displaystyle \lim _{n\rightarrow +\infty }\mathbb {P} \left(a\leq {\frac {S_{n}-\mathbb {E} [S_{n}]}{\sqrt {Var(S_{n})}}}\leq b\right)=\int _{a}^{b}\varphi (x)\mathrm {d} x}, para todo {\displaystyle a<b}, em que {\displaystyle \varphi } é a densidade de probabilidade da distribuição normal padrão.
Este teorema significa que tudo que pode ser considerado a soma de um grande número de pequenos valores aleatórios independentes aproxima–se de uma distribuição normal. Isto mostra a característica central da distribuição normal, em teoria da probabilidade. Um enunciado do teorema pode ser formulado como: se uma grandeza física submetida à influência de um número importante de fatores independentes e se a influência de cada fator separadamente é pequena, então a distribuição desta grandeza é uma distribuição gaussiana.
O teorema central do limite é válido para toda distribuição de probabilidade com variáveis independentes e identicamente distribuídas {\displaystyle (X_{i};i=1,2,\dots ,n)}que, com desvio padrão finito, permite obter uma boa aproximação da soma {\displaystyle S_{n}}. Por exemplo,
- se as variáveis {\displaystyle X_{i}} seguem a distribuição de Bernoulli {\displaystyle B(p)}, então {\displaystyle S_{n}}segue aproximadamente uma distribuição normal {\displaystyle N(np,np(1-p))}. Esta aproximação é satisfatória quando {\displaystyle np(1-p)>10};[55]
- se as variáveis {\displaystyle X_{i}} seguem a distribuição qui–quadrado com um graus de liberdade {\displaystyle \chi ^{2}(1)}, então {\displaystyle S_{n}}segue aproximadamente uma distribuição normal {\displaystyle N(n,2n)};[56]
- se as variáveis {\displaystyle X_{i}} seguem a distribuição exponencial {\displaystyle E(\lambda )}, então {\displaystyle S_{n}}segue aproximadamente uma distribuição normal {\displaystyle N\left({\frac {n}{\lambda }},{\frac {n}{\lambda ^{2}}}\right)}.[57]

Existem versões mais gerais deste teorema. Por exemplo, variáveis aleatórias independentes não são da mesma distribuição, mas com pequenas variâncias em relação às suas médias. Um teorema de Gnedenko e Kolmogorov (1954) estipula que uma variável aleatória normal é a soma de um grande número de variáveis aleatórias indenpendentes pequenas , sendo que nenhuma delas é predominante.
Teorema – Seja uma série de variáveis aleatórias {\displaystyle (X_{n},n\geq 1)}, sendo que cada uma é a soma de um número finito de variáveis aleatórias {\displaystyle X_{n,1},\dots ,X_{n,k_{n}}}com {\displaystyle k_{n}\rightarrow +\infty }. Para todo {\displaystyle \varepsilon >0}, introduz–se a variável aleatória truncada {\displaystyle X^{\varepsilon }={\begin{cases}X&{\text{ se }}|X|\leq \varepsilon \\0&{\text{ em caso contrário}}\end{cases}}} e supõe–se
1. {\displaystyle \sum _{1\leq k\leq n}|X_{nk}|{\underset {n\rightarrow \infty }{\longrightarrow }}0} (em probabilidade) .[60]
2. Para todo {\displaystyle \varepsilon >0}, {\displaystyle \sum _{1\leq k\leq n}\mathbb {E} [X_{nk}^{\varepsilon }]{\underset {n\rightarrow \infty }{\longrightarrow }}\mu } e {\displaystyle \sum _{1\leq k\leq n}{\text{Var}}[X_{nk}^{\varepsilon }]{\underset {n\rightarrow \infty }{\longrightarrow }}\sigma ^{2}}.[61]

Então, a distribuição de {\displaystyle X_{n}} converge para a distribuição normal {\displaystyle N(\mu ,\sigma ^{2})}.

### Estabilidade e família normal
Estabilidade pela adição (propriedade de conservação)
A distribuição normal é estável pela adição. Isto é, a soma de duas variáveis aleatórias independentes com distribuição normal é em si uma variável aleatória com distribuição normal. Mais explicitamente, se {\displaystyle X_{1}\sim N(\mu _{1},\sigma _{1}^{2})}, {\displaystyle X_{2}\sim N(\mu _{2},\sigma _{2}^{2})} e {\displaystyle X_{1}}e {\displaystyle X_{2}} são independentes, então a variável aleatória {\displaystyle X_{1}+X_{2}} segue a distribuição normal {\displaystyle N(\mu _{1}+\mu _{2},\sigma _{1}^{2}+\sigma _{2}^{2})}.
Esta propriedade é generalizada por {\displaystyle n} variáveis, isto é, se para todo {\displaystyle i\in \{1,2,\dots ,n\}} as variáveis aleatórias {\displaystyle X_{i}} seguem a distribuição normal {\displaystyle N(\mu _{i},\sigma _{i}^{2})} e são independentes, então a soma {\displaystyle X_{1}+X_{2}+\dots +X_{n}} segue a distribuição normal {\displaystyle N(\mu _{1}+\mu _{2}+\dots +\mu _{n},\sigma _{1}^{2}+\sigma _{2}^{2}+\dots +\sigma _{n}^{2})}.
Esta propriedade é demonstrada diretamente por meio de funções características. A densidade de probabilidade da soma de duas variáveis aleatórias independentes da distribuição normal é dada pela convolução de duas densidades. Isto é traduzido pelas fórmulas de convolução de funções: {\displaystyle \varphi \left({\frac {x-\mu _{1}}{\sigma _{1}}}\right)\ast \varphi \left({\frac {x-\mu _{2}}{\sigma _{2}}}\right)=\varphi \left({\frac {x-(\mu _{1}+\mu _{2})}{\sqrt {\sigma _{1}^{2}+\sigma _{2}^{2}}}}\right)},

ou de convolução de medidas normais denotadas como {\displaystyle N_{\mu ,\sigma ^{2}}}: {\displaystyle N_{\mu _{1},\sigma _{1}^{2}}\ast N_{\mu _{2},\sigma _{2}^{2}}=N_{\mu _{1}+\mu _{2},\sigma _{1}^{2}+\sigma _{2}^{2}}}. Não deve ser confundida com a distribuição, cuja densidade é a soma das densidades da distribuição normal.

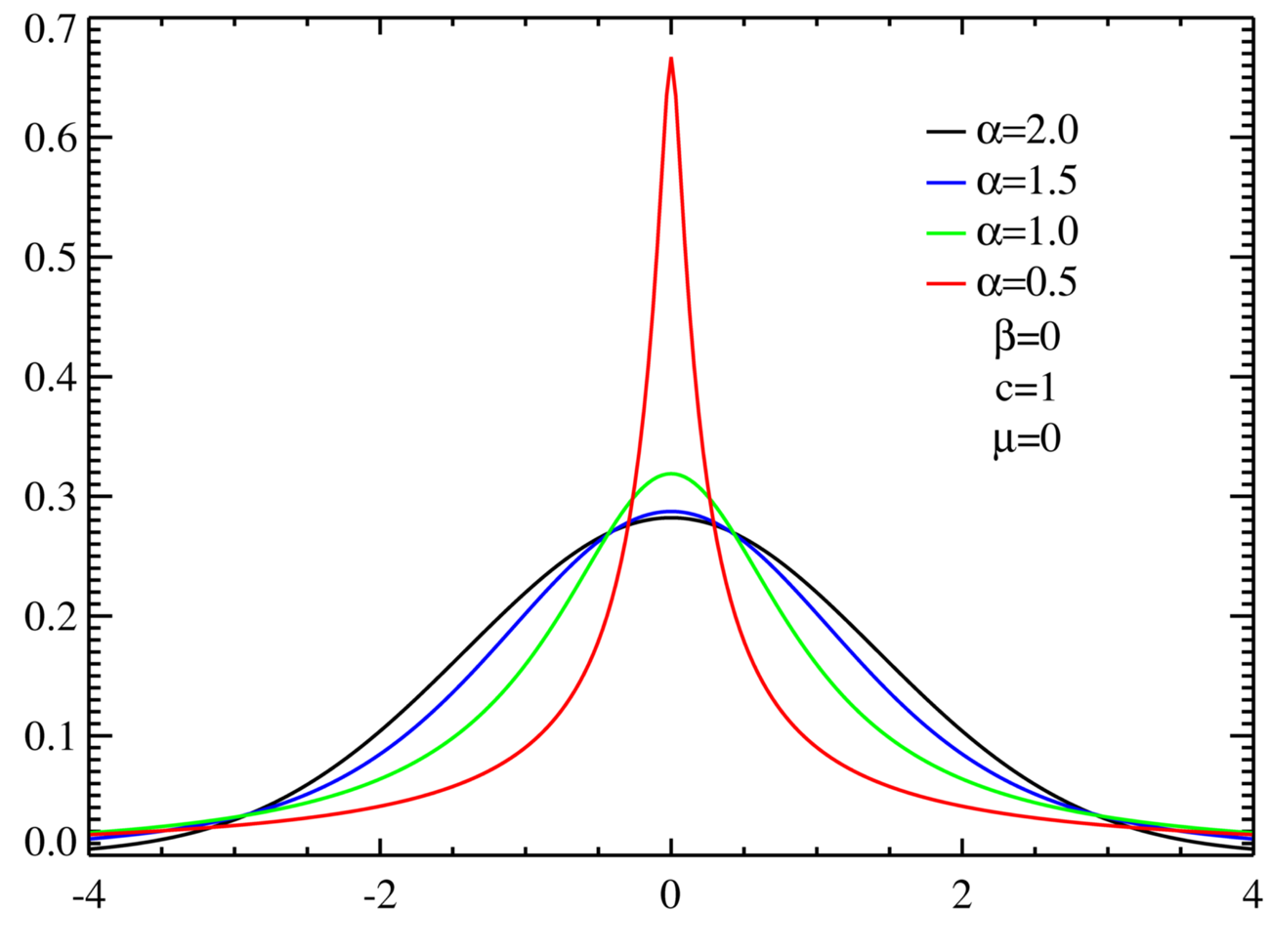
Diferentes densidades de probabilidade de distribuições estáveis, em que a distribuição normal é um caso particular – a curva preta é a curva em forma de sino.

#### Família normal
O conjunto de funções {\displaystyle \{\varphi ({\frac {x-\mu }{\sigma }});\mu \in \mathbb {R} ,\sigma >0\}} forma a chamada "família normal", que por sua vez também é o nome do conjunto de distribuições normais {\displaystyle \{N_{\mu ,\sigma ^{2}};\mu \in \mathbb {R} ,\sigma >0\}}. A família de funções está fechada para convolução no sentido que a função {\displaystyle \varphi } gera a família. Toda densidade que convolui um número suficientemente grande de vezes e adequadamente renormalizada está próxima de uma função de uma família normal.
Os seguintes teoremas dão mais detalhes matemáticos:
- Se para uma função de densidade {\displaystyle f} de média 0 e desvio padrão 1, e quaisquer {\displaystyle \mu _{1},\mu _{2}\in \mathbb {R} } e {\displaystyle \sigma _{1},\sigma _{2}\in \mathbb {R} _{+}^{*}} existe {\displaystyle \mu \in \mathbb {R} } e {\displaystyle \sigma \in \mathbb {R} _{+}^{*}}, satisfazendo {\displaystyle f\left({\frac {x-\mu _{1}}{\sigma _{1}}}\right)\ast f\left({\frac {x-\mu _{2}}{\sigma _{2}}}\right)=f\left({\frac {x-\mu }{\sigma }}\right)}, então {\displaystyle f\equiv \varphi } é a densidade da distribuição normal padrão.[66]
- De acordo com o teorema de Lévy–Cramér (1936), conjecturado por Paul Lévy, em 1935, se duas funções de densidade {\displaystyle f_{1}} e {\displaystyle f_{2}} verificam {\displaystyle f_{1}(x)\ast f_{2}(x)=\varphi \left({\frac {x-\mu }{\sigma }}\right)}, então {\displaystyle f_{1}(x)=\varphi \left({\frac {x-\mu _{1}}{\sigma _{1}}}\right)} e {\displaystyle f_{2}(x)=\varphi \left({\frac {x-\mu _{2}}{\sigma _{2}}}\right)} com {\displaystyle \mu _{1}+\mu _{2}=\mu } e {\displaystyle {\sqrt {\sigma _{1}^{2}+\sigma _{2}^{2}}}=\sigma }. Em outras palavras, se a soma de duas variáveis aleatórias independentes é normal, então as duas variáveis aleatórias seguem a distribuição normal.[10][67]
- Se {\displaystyle f} é a densidade comum de {\displaystyle n} variáveis aleatórias independentes de média 0 e desvio padrão 1, então a convolução {\displaystyle n} vezes de {\displaystyle f} converge uniformemente em {\displaystyle x}: {\displaystyle \left(f(x/{\sqrt {n}})\right)^{\ast n}\rightarrow \varphi (x)} (este teorema é equivalente ao teorema central do limite). Esta família normal não deve ser confundida com a família normal de funções holomorfas[64]

#### Estabilidade por linearidade
A distribuição normal é estável por linearidade. Se {\displaystyle \alpha \geq 0} e {\displaystyle \beta } são reais e {\displaystyle X\sim N(\mu ,\sigma ^{2})}, então a variável aleatória {\displaystyle \alpha X+\beta } segue a distribuição normal {\displaystyle N(\alpha \mu +\beta ,\alpha ^{2}\sigma ^{2})}. Com a estabilidade por adição e por linearidade, a distribuição normal é um caso particular de distribuição estável com parâmetro de estabilidade {\displaystyle \alpha =2}. Entre as distribuições estáveis, a distribuição normal, a distribuição de Lévy ({\displaystyle \alpha ={\frac {1}{2}}}) e a distribuição de Cauchy ({\displaystyle \alpha =1}) são as únicas com expressão analítica para a função densidade.

#### Estabilidade pela média
A distribuição normal é estável pela média. Se {\displaystyle X_{1},X_{2},\dots ,X_{n}} são variáveis aleatórias independentes seguindo as distribuições normais {\displaystyle N(\mu _{1},\sigma _{1}^{2}),N(\mu _{2},\sigma _{2}^{2}),\dots ,N(\mu _{n},\sigma _{n}^{2})}, então a média {\displaystyle {\frac {1}{n}}(X_{1}+X_{2}+\dots +X_{n})} segue a distribuição {\displaystyle N\left({\frac {\mu _{1}+\mu _{2}+...+\mu _{n}}{n}},{\frac {\sigma _{1}^{2}+\sigma _{2}^{2}+....+\sigma _{n}^{2}}{n^{2}}}\right).}

#### Convexidade
A distribuição normal não é convexa. Isto é, a desigualdade {\displaystyle \lambda \mathbb {P} (A)+(1-\lambda )\mathbb {P} (B)\leq \mathbb {P} (\lambda A+(1-\lambda )B)}, para todo {\displaystyle A} e {\displaystyle B} borelianos, não é satisfeita quando a medida {\displaystyle \mathbb {P} } é normal. Entretanto, quando a desigualdade é normalizada com o inverso da função de distribuição da distribuição normal padrão, obtém–se o teorema (desigualdade de Ehrhard) {\displaystyle \lambda \Phi ^{-1}\left(N_{0,1}(A)\right)+(1-\lambda )\Phi ^{-1}\left(N_{0,1}(B)\right)\leq \Phi ^{-1}\left(N_{0,1}(\lambda A+(1-\lambda )B)\right)}, para a medida padrão normal {\displaystyle N_{0,1}}, todos os intervalos {\displaystyle A} e {\displaystyle B} e todo {\displaystyle \lambda \in ]0,1[}.

### Entropia e quantidade de informação

#### Entropia de Shannon
A entropia de Shannon de uma distribuição de probabilidade absolutamente contínua de densidade dada por {\displaystyle f} para medir a quantidade de informação é definida por {\displaystyle H=-\int _{-\infty }^{+\infty }f(x)\ln f(x)\mathrm {d} x.} No conjuntos das distribuições absolutamente contínuas de variância {\displaystyle \sigma ^{2}} fixa, as distribuições normais {\displaystyle N(\cdot ,\sigma ^{2})} fornece entropia máxima. A entropia para uma distribuição normal é dada por {\displaystyle H=\ln \left(\sigma {\sqrt {2\pi e}}\right)}. Há também uma ligação entre a convergência de sequências de distribuições de probabilidade com distribuição normal e o aumento da entropia, tornando–se uma ferramenta importante na teoria da informação.

#### Quantidade de informação de Fisher
A informação de Fisher de uma densidade de probabilidade é outro conceito de quantidade de informação. Para uma densidade {\displaystyle f}, a informação de Fisher é dada por {\displaystyle I=\int _{-\infty }^{+\infty }\left({\frac {f'(x)}{f(x)}}\right)^{2}f(x)\mathrm {d} x.} Para toda densidade suficientemente regular de uma distribuição normal padrão, a informação satisfaz a seguinte desigualdade: {\displaystyle I\geq 1}. A distribuição normal distingui–se de outras densidades desde que a desigualdade anterior seja uma igualdade e se e somente se a densidade for uma distribuição normal padrão.

#### Distancia entre distribuições
A divergência de Kullback–Leibler permite medir a distância entre duas distribuições ou a perda de informação entre as duas distribuições. A divergência de Kullback–Leibler entre as duas distribuições normais {\displaystyle N(\mu _{1},\sigma _{1}^{2})} e {\displaystyle N(\mu _{2},\sigma _{2}^{2})} é {\displaystyle D_{KL}(N_{\mu _{1},\sigma _{1}^{2}}\|N_{\mu _{2},\sigma _{2}^{2}})=\log \left({\frac {\sigma _{2}}{\sigma _{1}}}\right)+{\frac {1}{2}}\left({\frac {\sigma _{1}^{2}}{\sigma _{2}^{2}}}+{\frac {(\mu _{2}-\mu _{1})^{2}}{\sigma _{2}^{2}}}-1\right)}.
Esta divergência é nula para {\displaystyle \mu _{1}=\mu _{2}} e {\displaystyle \sigma _{1}=\sigma _{2}}, mas aumenta quando {\displaystyle |\mu _{1}-\mu _{2}|} também aumenta.

### Aproximação da função de distribuição
Não existe expressão analítica para a função de distribuição {\displaystyle \Phi } da distribuição normal padrão. Isto é, não existe uma fórmula simples entre a função de distribuição e as funções convencionais como as funções polinomiais, exponenciais, logarítmicas, trigonométricas, entre outras. Entretanto, a função de distribuição é aplicada a vários resultados e é importante compreende–la melhor. Diferentes notações como séries ou frações contínuas generalizadas são possíveis.
Para {\displaystyle 0<x\ll 1}, a função de distribuição da distribuição normal padrão é escrita na forma {\displaystyle \Phi (x)={\frac {1}{2}}+{\frac {1}{\sqrt {2\pi }}}\sum _{n=0}^{\infty }{\frac {(-1)^{n}}{n!2^{n}(2n+1)}}x^{2n+1}={\frac {1}{2}}+{\frac {1}{\sqrt {2\pi }}}\left(x-{\frac {x^{3}}{6}}+{\frac {x^{5}}{40}}+\dots \right)} ou na forma {\displaystyle \Phi (x)={\frac {1}{2}}+\varphi (x)\sum _{n=0}^{\infty }{\frac {1}{1\cdot 3\cdot 5\dots (2n+1)}}x^{2n+1}={\frac {1}{2}}+\varphi (x)\left(x+{\frac {x^{3}}{3}}+{\frac {x^{5}}{15}}+\dots \right).}
Para {\displaystyle 1\ll x}, a função de distribuição da distribuição normal padrão é escrita na forma
{\displaystyle \Phi (x)=1-{\frac {\varphi (x)}{x}}\left(1-{\frac {1}{x^{2}}}+{\frac {1\cdot 3}{x^{4}}}-{\frac {1\cdot 3\cdot 5}{x^{6}}}+\dots +{\frac {1\cdot 3\dots (2n-1)}{x^{2n}}}\right)+R_{n}}, com {\displaystyle R_{n}=(-1)^{n+1}1\cdot 3\dots (2n+1)\int _{x}^{\infty }{\frac {\varphi (y)}{y^{2n+2}}}\mathrm {d} y}.
De maneira mais numérica e facilmente calculável, as aproximações seguintes fornecem valores da função de distribuição {\displaystyle \Phi } da distribuição normal padrão com:
- Erro da ordem de {\displaystyle 10^{-5}}: para {\displaystyle x>0}, {\displaystyle \Phi (x)=1-{\frac {{\rm {e}}^{-{\frac {x^{2}}{2}}}}{\sqrt {2\pi }}}\left({\frac {0,4361836}{1+0,33267\,x}}+{\frac {-0,1201676}{(1+0,33267\,x)^{2}}}+{\frac {0,9772980}{(1+0,33267\,x)^{3}}}\right)+\epsilon (x)}ou {\displaystyle |\epsilon (x)|<10^{-5}}.[77]
- Erro de ordem de {\displaystyle 2,5\,.\,10^{-4}}: para {\displaystyle x>0}, {\displaystyle \Phi (x)\approx 1-{\frac {1}{2\left(1+0,196854\,x+0,115194\,x^{2}+0,000344\,x^{3}+0,019527\,x^{4}\right)^{4}}}}.[77]
- Erro da ordem de {\displaystyle 10^{-2}}: {\displaystyle \Phi (x)={\begin{cases}0,1x(4,4-x)&{\text{ para }}0\leq x\leq 2,2\\0,49&{\text{ para }}2,2\leq x\leq 2,6\\0,5&{\text{ para }}x\geq 2,6\end{cases}}}.[44]

Em um exemplo de algoritmo para a linguagem C, uma outra notação da função de distribuição da distribuição normal padrão utiliza uma fração contínua generalizada: {\displaystyle \Phi (x{\sqrt {2}})={\frac {1}{2}}-{\cfrac {1}{\sqrt {\pi }}}{\cfrac {{\cfrac {1}{2}}{\rm {e}}^{-x^{2}}}{x+{\cfrac {1}{2x+{\cfrac {2}{x+{\cfrac {3}{2x+{\cfrac {4}{x+\dots }}}}}}}}}}}.

### Tabelas numéricas e cálculos

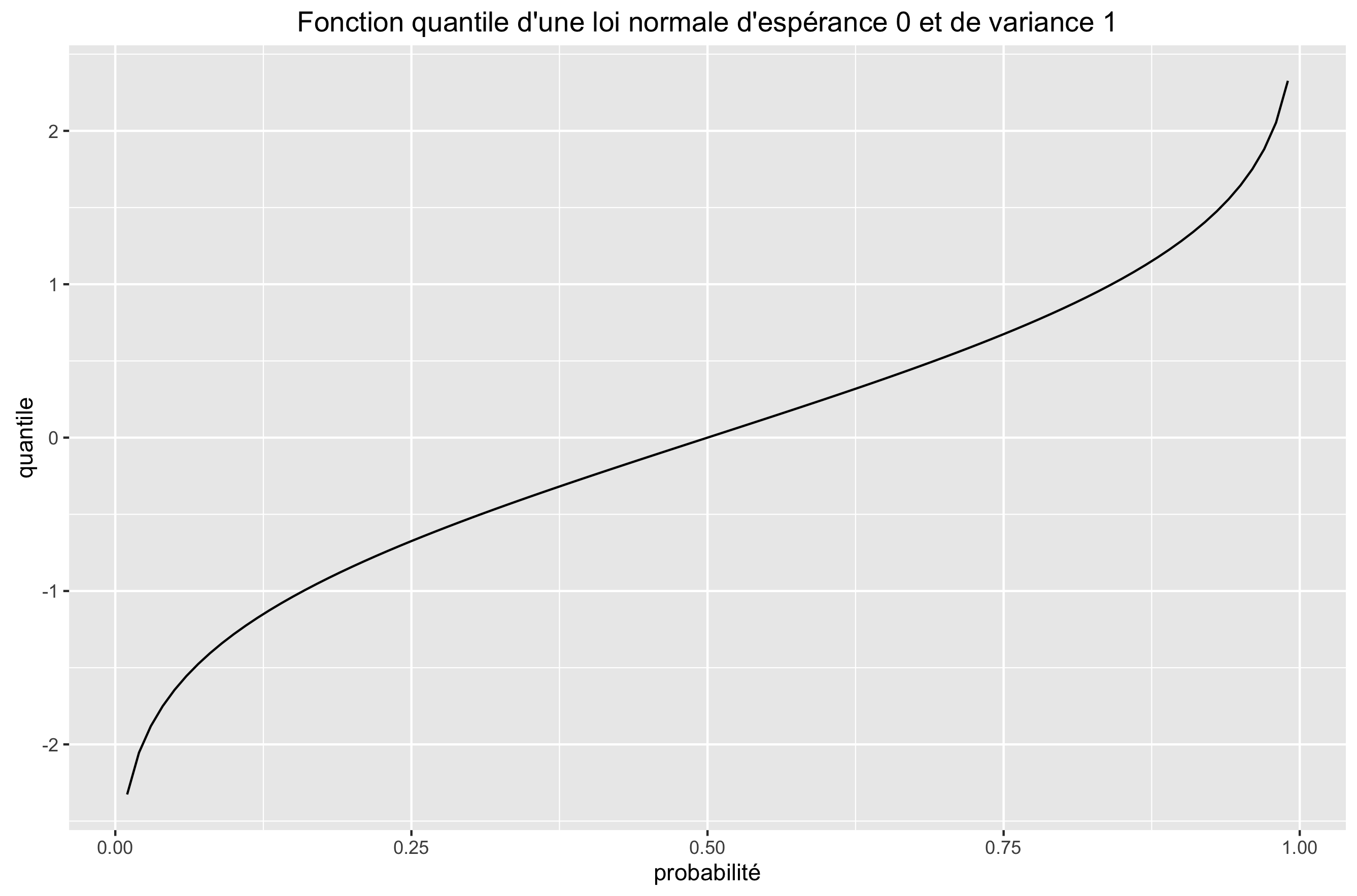
Função quantil de uma distribuição normal padrão.

De acordo com a seção anterior, é útil saber a função de distribuição {\displaystyle \Phi } para aplicações numéricas. Então, tabelas de valores foram calculadas para a função de distribuição e também para o inverso da função de distribuição, que permitem obter os quantis e os intervalos de confiança para um limiar de tolerância fixo.
| A tabela seguinte fornece os valores da função de distribuição {\displaystyle \Phi (x)=\mathbb {P} [X\leq x]}, quando {\displaystyle X} segue a distribuição normal padrão. Os valores da primeira linha fornecem a primeira parte da variável. Os valores da primeira coluna fornecem a segunda parte da variável. Então, a célula na segunda linha e na terceira coluna fornece {\displaystyle \Phi (0,12)=0,54776}. \| {\displaystyle \Phi (x)} \| 0,00 \| 0,01 \| 0,02 \| 0,03 \| 0,04 \| 0,05 \| 0,06 \| 0,07 \| 0,08 \| 0,09 \| \| ------------------------ \| ------- \| ------- \| ------- \| ------- \| ------- \| ------- \| ------- \| ------- \| ------- \| ------- \| \| 0,0 \| 0,50000 \| 0,50399 \| 0,50798 \| 0,51197 \| 0,51595 \| 0,51994 \| 0,52392 \| 0,52790 \| 0,53188 \| 0,53586 \| \| 0,1 \| 0,53983 \| 0,54380 \| 0,54776 \| 0,55172 \| 0,55567 \| 0,55962 \| 0,56356 \| 0,56749 \| 0,57142 \| 0,57535 \| \| 0,2 \| 0,57926 \| 0,58317 \| 0,58706 \| 0,59095 \| 0,59483 \| 0,59871 \| 0,60257 \| 0,60642 \| 0,61026 \| 0,61409 \| \| 0,3 \| 0,61791 \| 0,62172 \| 0,62552 \| 0,62930 \| 0,63307 \| 0,63683 \| 0,64058 \| 0,64431 \| 0,64803 \| 0,65173 \| \| 0,4 \| 0,65542 \| 0,65910 \| 0,66276 \| 0,66640 \| 0,67003 \| 0,67364 \| 0,67724 \| 0,68082 \| 0,68439 \| 0,68793 \| \| 0,5 \| 0,69146 \| 0,69497 \| 0,69847 \| 0,70194 \| 0,70540 \| 0,70884 \| 0,71226 \| 0,71566 \| 0,71904 \| 0,72240 \| \| 0,6 \| 0,72575 \| 0,72907 \| 0,73237 \| 0,73565 \| 0,73891 \| 0,74215 \| 0,74537 \| 0,74857 \| 0,75175 \| 0,75490 \| \| 0,7 \| 0,75804 \| 0,76115 \| 0,76424 \| 0,76730 \| 0,77035 \| 0,77337 \| 0,77637 \| 0,77935 \| 0,78230 \| 0,78524 \| \| 0,8 \| 0,78814 \| 0,79103 \| 0,79389 \| 0,79673 \| 0,79955 \| 0,80234 \| 0,80511 \| 0,80785 \| 0,81057 \| 0,81327 \| \| 0,9 \| 0,81594 \| 0,81859 \| 0,82121 \| 0,82381 \| 0,82639 \| 0,82894 \| 0,83147 \| 0,83398 \| 0,83646 \| 0,83891 \| \| 1,0 \| 0,84134 \| 0,84375 \| 0,84614 \| 0,84849 \| 0,85083 \| 0,85314 \| 0,85543 \| 0,85769 \| 0,85993 \| 0,86214 \| \| 1,1 \| 0,86433 \| 0,86650 \| 0,86864 \| 0,87076 \| 0,87286 \| 0,87493 \| 0,87698 \| 0,87900 \| 0,88100 \| 0,88298 \| \| 1,2 \| 0,88493 \| 0,88686 \| 0,88877 \| 0,89065 \| 0,89251 \| 0,89435 \| 0,89617 \| 0,89796 \| 0,89973 \| 0,90147 \| \| 1,3 \| 0,90320 \| 0,90490 \| 0,90658 \| 0,90824 \| 0,90988 \| 0,91149 \| 0,91309 \| 0,91466 \| 0,91621 \| 0,91774 \| \| 1,4 \| 0,91924 \| 0,92073 \| 0,92220 \| 0,92364 \| 0,92507 \| 0,92647 \| 0,92785 \| 0,92922 \| 0,93056 \| 0,93189 \| \| 1,5 \| 0,93319 \| 0,93448 \| 0,93574 \| 0,93699 \| 0,93822 \| 0,93943 \| 0,94062 \| 0,94179 \| 0,94295 \| 0,94408 \| \| 1,6 \| 0,94520 \| 0,94630 \| 0,94738 \| 0,94845 \| 0,94950 \| 0,95053 \| 0,95154 \| 0,95254 \| 0,95352 \| 0,95449 \| \| 1,7 \| 0,95543 \| 0,95637 \| 0,95728 \| 0,95818 \| 0,95907 \| 0,95994 \| 0,96080 \| 0,96164 \| 0,96246 \| 0,96327 \| \| 1,8 \| 0,96407 \| 0,96485 \| 0,96562 \| 0,96638 \| 0,96712 \| 0,96784 \| 0,96856 \| 0,96926 \| 0,96995 \| 0,97062 \| \| 1,9 \| 0,97128 \| 0,97193 \| 0,97257 \| 0,97320 \| 0,97381 \| 0,97441 \| 0,97500 \| 0,97558 \| 0,97615 \| 0,97670 \| \| 2,0 \| 0,97725 \| 0,97778 \| 0,97831 \| 0,97882 \| 0,97932 \| 0,97982 \| 0,98030 \| 0,98077 \| 0,98124 \| 0,98169 \| \| 2,1 \| 0,98214 \| 0,98257 \| 0,98300 \| 0,98341 \| 0,98382 \| 0,98422 \| 0,98461 \| 0,98500 \| 0,98537 \| 0,98574 \| \| 2,2 \| 0,98610 \| 0,98645 \| 0,98679 \| 0,98713 \| 0,98745 \| 0,98778 \| 0,98809 \| 0,98840 \| 0,98870 \| 0,98899 \| \| 2,3 \| 0,98928 \| 0,98956 \| 0,98983 \| 0,99010 \| 0,99036 \| 0,99061 \| 0,99086 \| 0,99111 \| 0,99134 \| 0,99158 \| \| 2,4 \| 0,99180 \| 0,99202 \| 0,99224 \| 0,99245 \| 0,99266 \| 0,99286 \| 0,99305 \| 0,99324 \| 0,99343 \| 0,99361 \| \| 2,5 \| 0,99379 \| 0,99396 \| 0,99413 \| 0,99430 \| 0,99446 \| 0,99461 \| 0,99477 \| 0,99492 \| 0,99506 \| 0,99520 \| \| 2,6 \| 0,99534 \| 0,99547 \| 0,99560 \| 0,99573 \| 0,99585 \| 0,99598 \| 0,99609 \| 0,99621 \| 0,99632 \| 0,99643 \| \| 2,7 \| 0,99653 \| 0,99664 \| 0,99674 \| 0,99683 \| 0,99693 \| 0,99702 \| 0,99711 \| 0,99720 \| 0,99728 \| 0,99736 \| \| 2,8 \| 0,99744 \| 0,99752 \| 0,99760 \| 0,99767 \| 0,99774 \| 0,99781 \| 0,99788 \| 0,99795 \| 0,99801 \| 0,99807 \| \| 2,9 \| 0,99813 \| 0,99819 \| 0,99825 \| 0,99831 \| 0,99836 \| 0,99841 \| 0,99846 \| 0,99851 \| 0,99856 \| 0,99861 \| \| 3,0 \| 0,99865 \| 0,99869 \| 0,99874 \| 0,99878 \| 0,99882 \| 0,99886 \| 0,99889 \| 0,99893 \| 0,99896 \| 0,99900 \| \| 3,1 \| 0,99903 \| 0,99906 \| 0,99910 \| 0,99913 \| 0,99916 \| 0,99918 \| 0,99921 \| 0,99924 \| 0,99926 \| 0,99929 \| \| 3,2 \| 0,99931 \| 0,99934 \| 0,99936 \| 0,99938 \| 0,99940 \| 0,99942 \| 0,99944 \| 0,99946 \| 0,99948 \| 0,99950 \| \| 3,3 \| 0,99952 \| 0,99953 \| 0,99955 \| 0,99957 \| 0,99958 \| 0,99960 \| 0,99961 \| 0,99962 \| 0,99964 \| 0,99965 \| \| 3,4 \| 0,99966 \| 0,99968 \| 0,99969 \| 0,99970 \| 0,99971 \| 0,99972 \| 0,99973 \| 0,99974 \| 0,99975 \| 0,99976 \| \| 3,5 \| 0,99977 \| 0,99978 \| 0,99978 \| 0,99979 \| 0,99980 \| 0,99981 \| 0,99981 \| 0,99982 \| 0,99983 \| 0,99983 \| \| 3,6 \| 0,99984 \| 0,99985 \| 0,99985 \| 0,99986 \| 0,99986 \| 0,99987 \| 0,99987 \| 0,99988 \| 0,99988 \| 0,99989 \| \| 3,7 \| 0,99989 \| 0,99990 \| 0,99990 \| 0,99990 \| 0,99991 \| 0,99992 \| 0,99992 \| 0,99992 \| 0,99992 \| 0,99992 \| \| 3,8 \| 0,99993 \| 0,99993 \| 0,99993 \| 0,99994 \| 0,99994 \| 0,99994 \| 0,99994 \| 0,99995 \| 0,99995 \| 0,99995 \| \| 3,9 \| 0,99995 \| 0,99995 \| 0,99996 \| 0,99996 \| 0,99996 \| 0,99996 \| 0,99996 \| 0,99996 \| 0,99997 \| 0,99997 \| |         |         |         |         |         |         |         |         |         |         |

A curva em sino é a função densidade. A linha vertical é o valor. A superfície da parte colorida sob a curva é o valor.

A curva em sino é a função densidade. As linhas verticais são os valores e. A superfície da parte colorida sob a curva é o valor.

A curva em sino é a função densidade. A linha vertical é o valor. A superfície da parte colorida sob a curva é o valor.

| {\displaystyle \Phi (x)} | 0,00    | 0,01    | 0,02    | 0,03    | 0,04    | 0,05    | 0,06    | 0,07    | 0,08    | 0,09    |
| 0,0 | 0,50000 | 0,50399 | 0,50798 | 0,51197 | 0,51595 | 0,51994 | 0,52392 | 0,52790 | 0,53188 | 0,53586 |
| 0,1 | 0,53983 | 0,54380 | 0,54776 | 0,55172 | 0,55567 | 0,55962 | 0,56356 | 0,56749 | 0,57142 | 0,57535 |
| 0,2 | 0,57926 | 0,58317 | 0,58706 | 0,59095 | 0,59483 | 0,59871 | 0,60257 | 0,60642 | 0,61026 | 0,61409 |
| 0,3 | 0,61791 | 0,62172 | 0,62552 | 0,62930 | 0,63307 | 0,63683 | 0,64058 | 0,64431 | 0,64803 | 0,65173 |
| 0,4 | 0,65542 | 0,65910 | 0,66276 | 0,66640 | 0,67003 | 0,67364 | 0,67724 | 0,68082 | 0,68439 | 0,68793 |
| 0,5 | 0,69146 | 0,69497 | 0,69847 | 0,70194 | 0,70540 | 0,70884 | 0,71226 | 0,71566 | 0,71904 | 0,72240 |
| 0,6 | 0,72575 | 0,72907 | 0,73237 | 0,73565 | 0,73891 | 0,74215 | 0,74537 | 0,74857 | 0,75175 | 0,75490 |
| 0,7 | 0,75804 | 0,76115 | 0,76424 | 0,76730 | 0,77035 | 0,77337 | 0,77637 | 0,77935 | 0,78230 | 0,78524 |
| 0,8 | 0,78814 | 0,79103 | 0,79389 | 0,79673 | 0,79955 | 0,80234 | 0,80511 | 0,80785 | 0,81057 | 0,81327 |
| 0,9 | 0,81594 | 0,81859 | 0,82121 | 0,82381 | 0,82639 | 0,82894 | 0,83147 | 0,83398 | 0,83646 | 0,83891 |
| 1,0 | 0,84134 | 0,84375 | 0,84614 | 0,84849 | 0,85083 | 0,85314 | 0,85543 | 0,85769 | 0,85993 | 0,86214 |
| 1,1 | 0,86433 | 0,86650 | 0,86864 | 0,87076 | 0,87286 | 0,87493 | 0,87698 | 0,87900 | 0,88100 | 0,88298 |
| 1,2 | 0,88493 | 0,88686 | 0,88877 | 0,89065 | 0,89251 | 0,89435 | 0,89617 | 0,89796 | 0,89973 | 0,90147 |
| 1,3 | 0,90320 | 0,90490 | 0,90658 | 0,90824 | 0,90988 | 0,91149 | 0,91309 | 0,91466 | 0,91621 | 0,91774 |
| 1,4 | 0,91924 | 0,92073 | 0,92220 | 0,92364 | 0,92507 | 0,92647 | 0,92785 | 0,92922 | 0,93056 | 0,93189 |
| 1,5 | 0,93319 | 0,93448 | 0,93574 | 0,93699 | 0,93822 | 0,93943 | 0,94062 | 0,94179 | 0,94295 | 0,94408 |
| 1,6 | 0,94520 | 0,94630 | 0,94738 | 0,94845 | 0,94950 | 0,95053 | 0,95154 | 0,95254 | 0,95352 | 0,95449 |
| 1,7 | 0,95543 | 0,95637 | 0,95728 | 0,95818 | 0,95907 | 0,95994 | 0,96080 | 0,96164 | 0,96246 | 0,96327 |
| 1,8 | 0,96407 | 0,96485 | 0,96562 | 0,96638 | 0,96712 | 0,96784 | 0,96856 | 0,96926 | 0,96995 | 0,97062 |
| 1,9 | 0,97128 | 0,97193 | 0,97257 | 0,97320 | 0,97381 | 0,97441 | 0,97500 | 0,97558 | 0,97615 | 0,97670 |
| 2,0 | 0,97725 | 0,97778 | 0,97831 | 0,97882 | 0,97932 | 0,97982 | 0,98030 | 0,98077 | 0,98124 | 0,98169 |
| 2,1 | 0,98214 | 0,98257 | 0,98300 | 0,98341 | 0,98382 | 0,98422 | 0,98461 | 0,98500 | 0,98537 | 0,98574 |
| 2,2 | 0,98610 | 0,98645 | 0,98679 | 0,98713 | 0,98745 | 0,98778 | 0,98809 | 0,98840 | 0,98870 | 0,98899 |
| 2,3 | 0,98928 | 0,98956 | 0,98983 | 0,99010 | 0,99036 | 0,99061 | 0,99086 | 0,99111 | 0,99134 | 0,99158 |
| 2,4 | 0,99180 | 0,99202 | 0,99224 | 0,99245 | 0,99266 | 0,99286 | 0,99305 | 0,99324 | 0,99343 | 0,99361 |
| 2,5 | 0,99379 | 0,99396 | 0,99413 | 0,99430 | 0,99446 | 0,99461 | 0,99477 | 0,99492 | 0,99506 | 0,99520 |
| 2,6 | 0,99534 | 0,99547 | 0,99560 | 0,99573 | 0,99585 | 0,99598 | 0,99609 | 0,99621 | 0,99632 | 0,99643 |
| 2,7 | 0,99653 | 0,99664 | 0,99674 | 0,99683 | 0,99693 | 0,99702 | 0,99711 | 0,99720 | 0,99728 | 0,99736 |
| 2,8 | 0,99744 | 0,99752 | 0,99760 | 0,99767 | 0,99774 | 0,99781 | 0,99788 | 0,99795 | 0,99801 | 0,99807 |
| 2,9 | 0,99813 | 0,99819 | 0,99825 | 0,99831 | 0,99836 | 0,99841 | 0,99846 | 0,99851 | 0,99856 | 0,99861 |
| 3,0 | 0,99865 | 0,99869 | 0,99874 | 0,99878 | 0,99882 | 0,99886 | 0,99889 | 0,99893 | 0,99896 | 0,99900 |
| 3,1 | 0,99903 | 0,99906 | 0,99910 | 0,99913 | 0,99916 | 0,99918 | 0,99921 | 0,99924 | 0,99926 | 0,99929 |
| 3,2 | 0,99931 | 0,99934 | 0,99936 | 0,99938 | 0,99940 | 0,99942 | 0,99944 | 0,99946 | 0,99948 | 0,99950 |
| 3,3 | 0,99952 | 0,99953 | 0,99955 | 0,99957 | 0,99958 | 0,99960 | 0,99961 | 0,99962 | 0,99964 | 0,99965 |
| 3,4 | 0,99966 | 0,99968 | 0,99969 | 0,99970 | 0,99971 | 0,99972 | 0,99973 | 0,99974 | 0,99975 | 0,99976 |
| 3,5 | 0,99977 | 0,99978 | 0,99978 | 0,99979 | 0,99980 | 0,99981 | 0,99981 | 0,99982 | 0,99983 | 0,99983 |
| 3,6 | 0,99984 | 0,99985 | 0,99985 | 0,99986 | 0,99986 | 0,99987 | 0,99987 | 0,99988 | 0,99988 | 0,99989 |
| 3,7 | 0,99989 | 0,99990 | 0,99990 | 0,99990 | 0,99991 | 0,99992 | 0,99992 | 0,99992 | 0,99992 | 0,99992 |
| 3,8 | 0,99993 | 0,99993 | 0,99993 | 0,99994 | 0,99994 | 0,99994 | 0,99994 | 0,99995 | 0,99995 | 0,99995 |
| 3,9 | 0,99995 | 0,99995 | 0,99996 | 0,99996 | 0,99996 | 0,99996 | 0,99996 | 0,99996 | 0,99997 | 0,99997 |

| {\displaystyle q_{p}} | 0,00   | 0,01   | 0,02   | 0,03   | 0,04   | 0,05   | 0,06   | 0,07   | 0,08   | 0,09   |
| --------------------- | ------ | ------ | ------ | ------ | ------ | ------ | ------ | ------ | ------ | ------ |
| 0,50                  | 0,0000 | 0,0251 | 0,0502 | 0,0753 | 0,1004 | 0,1257 | 0,1510 | 0,1764 | 0,2019 | 0,2275 |
| 0,60                  | 0,2533 | 0,2793 | 0,3055 | 0,3319 | 0,3585 | 0,3853 | 0,4125 | 0,4399 | 0,4677 | 0,4959 |
| 0,70                  | 0,5244 | 0,5534 | 0,5828 | 0,6128 | 0,6433 | 0,6745 | 0,7063 | 0,7388 | 0,7722 | 0,8064 |
| 0,80                  | 0,8416 | 0,8779 | 0,9154 | 0,9542 | 0,9945 | 1,036  | 1,080  | 1,126  | 1,175  | 1,227  |
| 0,90                  | 1,282  | 1,341  | 1,405  | 1,476  | 1,555  | 1,645  | 1,751  | 1,881  | 2,054  | 2,326  |

| p                     | 0,975  | 0,995  | 0,999  | 0,9995 | 0,9999 | 0,99995 | 0,99999 | 0,999995 |
| --------------------- | ------ | ------ | ------ | ------ | ------ | ------- | ------- | -------- |
| {\displaystyle q_{p}} | 1,9600 | 2,5758 | 3,0902 | 3,2905 | 3,7190 | 3,8906  | 4,2649  | 4,4172   |

As tabelas são dadas pelos valores positivos da distribuição normal padrão. Com a formulação da função de distribuição, é possível obter outros valores. Os valores negativos da função de distribuição são dados pela fórmula {\displaystyle \Phi (-x)=1-\Phi (x)}. Por exemplo, {\displaystyle \Phi (-1,07)=\mathbb {P} [X\leq -1,07]\approx 1-0,85769=0,14231\;}, para {\displaystyle X\sim N(0,1)}.
Os valores da função de distribuição da distribuição geral é obtido pela fórmula {\displaystyle F(y)=\Phi ({\frac {y-\mu }{\sigma }})}. Por exemplo, {\displaystyle F(12,14)=\mathbb {P} [Y\leq 12,14]=\mathbb {P} \left[{\frac {Y-10}{2}}\leq {\frac {12,14-10}{2}}\right]=\mathbb {P} [X\leq 1,07]=\Phi (1,07)\approx 0,85769\;}, para {\displaystyle Y\sim N(10,2^{2})}.
A tabela de valores também permite obter a probabilidade de uma variável aleatória com distribuição normal {\displaystyle X\sim N(0,1)} pertencer a um intervalo {\displaystyle [a,b]} pela fórmula {\displaystyle \mathbb {P} \left[X\in [a,b]\right]=\mathbb {P} [X\leq b]-\mathbb {P} [X<a]=\Phi (b)-\Phi (a)}. Por exemplo, {\displaystyle \mathbb {P} [X\geq 1,07]=1-\mathbb {P} [X<1,07]=1-\mathbb {P} [X\leq 1,07]\approx 0,14231\;}, para {\displaystyle X\sim N(0,1)}, e {\displaystyle \mathbb {P} [0\leq X\leq 1,07]=\Phi (1,07)-\Phi (0)=\Phi (1,07)-0,5\approx 0,85769-0,5=0,35769\;}, para {\displaystyle X\sim N(0,1)}.

#### Intervalos normais e intervalos de confiança
Uma das vantagens para calcular probabilidades de intervalos é a utilização de intervalos de confiança para testes estatísticos. A distribuição normal é definida para dois valores, a média {\displaystyle \mu } e o desvio padrão {\displaystyle \sigma }. É útil olhar para os intervalos do tipo:
{\displaystyle [\mu -r\sigma ,\mu +r\sigma ]}. {\displaystyle \mathbb {P} [\mu -r\sigma \leq Y\leq \mu +r\sigma ]=\Phi (r)-(1-\Phi (r))=2\Phi (r)-1\;} para {\displaystyle Y\sim N(\mu ,\sigma ^{2})}. 

A curva em sino é a densidade de probabilidade. As superfícies das partes coloridas sobre a curva correspondem às probabilidades dos intervalos.

| A tabela seguinte é obtida a partir das tabelas anteriores e fornecem as probabilidades {\displaystyle \mathbb {P} _{r}=\mathbb {P} [\mu -r\sigma \leq Y\leq \mu +r\sigma ]=2\Phi (r)-1\;} para {\displaystyle Y\sim N(\mu ,\sigma ^{2})} \| r \| 0,0 \| 0,5 \| 1,0 \| 1,5 \| 2,0 \| 2,5 \| 3,0 \| 3,5 \| \| -------------------------------- \| ---- \| ------ \| ------ \| ------ \| ------ \| ------ \| ------ \| ------ \| \| {\displaystyle \mathbb {P} _{r}} \| 0,00 \| 0,3829 \| 0,6827 \| 0,8664 \| 0,9545 \| 0,9876 \| 0,9973 \| 0,9995 \| |      |        |        |        |        |        |        |        |
| r | 0,0  | 0,5    | 1,0    | 1,5    | 2,0    | 2,5    | 3,0    | 3,5    |
| {\displaystyle \mathbb {P} _{r}} | 0,00 | 0,3829 | 0,6827 | 0,8664 | 0,9545 | 0,9876 | 0,9973 | 0,9995 |

Representação de um gráfico de caixa e a ligação com os quantis de uma distribuição normal.

A tabela de valores dos valores de confiança permite obter os intervalos de normalidade para um determinado nível de confiança. Para {\displaystyle Y\sim N(\mu ,\sigma ^{2})}, a tabela fornece:
- {\displaystyle \ P(\mu -\sigma \leq Y\leq \mu +\sigma )\approx 0,6827} , em que {\displaystyle [\mu -\sigma ,\,\mu +\sigma ]} é o intervalo de normalidade para o nível de confiança de 68%.[85]
- {\displaystyle \ P(\mu -0,5H\leq Y\leq \mu +0,5H)\approx 0,76}, em que {\displaystyle [\mu -0,5H,\,\mu +0,5H]} é o intervalo de normalidade para o nível de confiança de 76% e {\displaystyle H} é a largura à meia altura.[85]
- {\displaystyle \ P(\mu -2\sigma \leq Y\leq \mu +2\sigma )\approx 0,9545}, em que {\displaystyle [\mu -2\,\sigma ,\,\mu +2\,\sigma ]} é o intervalo de normalidade para o nível de confiança de 95%.[85]
- {\displaystyle \ P(\mu -3\sigma \leq Y\leq \mu +3\sigma )\approx 0,9973}, em que {\displaystyle [\mu -3\sigma ,\mu +3\,\sigma ]}é o intervalo de normalidade para o nível de confiança de 99%.[85]

Inversamente, quando o valor da probabilidade {\displaystyle \alpha \in [0,1]} é fixo, existe um único valor {\displaystyle r>0} , tal que {\displaystyle \mathbb {P} (\mu -r\sigma \leq Y\leq \mu +r\sigma )=2\Phi (r)-1=\alpha }. O intervalo {\displaystyle [\mu -r\sigma ,\mu +r\sigma ]} é chamado de intervalo de normalidade ou intervalo de confiança para o nível de confiança {\displaystyle \alpha }. Para uma distribuição normal {\displaystyle N(\mu ,\sigma ^{2})} e um limiar {\displaystyle \alpha }, o método para encontrar o valor de {\displaystyle r} consiste em utilizar a tabela de valores dos quantis, tal que {\displaystyle \Phi (r)={\frac {\alpha +1}{2}}}.
Então, o intervalo de confiança é {\displaystyle [\mu -r\sigma ,\mu +r\sigma ]}. Por exemplo, o intervalo de normalidade para o nível de confiança de 95% de uma distribuição normal {\displaystyle N(10,2^{2})} é o intervalo {\displaystyle [10-2r;10+2r]}, em que {\displaystyle r} verifica {\displaystyle \Phi (r)={\frac {0,95+1}{2}}=0,975} ou {\displaystyle r=q_{0,975}\approx 1,96}.
Então, o intervalo de confiança é {\displaystyle [6,\!08;13,\!92]} após o arredondamento.

## Ligações com outra distribuições
Com papel central entre as distribuições de probabilidade e suas aplicações, a distribuição normal tem muitas ligações com outras distribuições. Certas distribuições ainda são formadas a partir da distribuição normal para melhor corresponder às suas aplicações.

### Distribuições usuais
| Distribuição                          | Em função de variáveis com distribuição normal                                                  |
| ------------------------------------- | ----------------------------------------------------------------------------------------------- |
| Distribuição qui–quadrado             | {\displaystyle \sum _{i=1}^{k}\left({\frac {X_{i}-\mu _{i}}{\sigma _{i}}}\right)^{2}}           |
| Distribuição qui–quadrado não central | {\displaystyle \sum _{i=1}^{k}\left({\frac {X_{i}}{\sigma _{i}}}\right)^{2}}                    |
| Distribuição qui                      | {\displaystyle {\sqrt {\sum _{i=1}^{k}\left({\frac {X_{i}-\mu _{i}}{\sigma _{i}}}\right)^{2}}}} |
| Distribuição qui não central          | {\displaystyle {\sqrt {\sum _{i=1}^{k}\left({\frac {X_{i}}{\sigma _{i}}}\right)^{2}}}}          |

#### Distribuições unidimensionais
- Se uma variável aleatória {\displaystyle X} segue uma distribuição normal {\displaystyle N(\mu ,\sigma ^{2})}, então a variável aleatória {\displaystyle \exp(X)} segue uma distribuição log–normal.[90]
- Se {\displaystyle U} e {\displaystyle F} são duas variáveis aleatórias independentes com distribuição uniforme {\displaystyle [0,1]}, então as duas variáveis aleatórias {\displaystyle X={\sqrt {-2\ln(U)}}\,\cos(2\pi V)} e {\displaystyle Y={\sqrt {-2\ln(U)}}\,\sin(2\pi V)} são distribuições normais padrões. {\displaystyle X} e {\displaystyle Y} são independentes. Estas duas fórmulas são utilizadas para simular a distribuição normal.[80]
- Se as variáveis {\displaystyle X_{1},X_{2},\dots ,X_{n}} são independentes com distribuição comum {\displaystyle N(0,1)}, então a soma dos seus quadrados {\displaystyle \sum _{k=1}^{n}X_{k}^{2}} segue uma distribuição qui–quadrado com {\displaystyle n} grais de liberdade {\displaystyle \chi ^{2}(n)}. A formula estende–se para variáveis normal não centradas e não reduzidas. O mesmo tipo de ligação existe com a distribuição qui–quadrado não central, a distribuição qui e a distribuição qui não central.[91]
- Se a variável {\displaystyle U} segue uma distribuição normal padrão {\displaystyle N(0,1)}, se {\displaystyle V} segue uma distribuição qui–quadrado com {\displaystyle n} grais de liberdade {\displaystyle \chi ^{2}(n)} e se {\displaystyle U} e {\displaystyle V} são independentes, então a variável {\displaystyle {\frac {U}{\sqrt {\frac {V}{n}}}}} segue uma distribuição de Student {\displaystyle t(n)} com {\displaystyle n} grais de liberdade.[92]
- Se {\displaystyle X} é uma variável aleatória com distribuição normal padrão e {\displaystyle U} é uma variável aleatória com distribuição uniforme em {\displaystyle [0,1]}, então {\displaystyle {\frac {X}{U}}} é uma distribuição de Slash.[93]
- Para uma variável aleatória {\displaystyle X} com distribuição normal padrão {\displaystyle {\mathcal {N}}(0,1)}, a variável {\displaystyle \mathrm {signe} (X)|X|^{p}} é um distribuição normal com potência {\displaystyle p}. Para {\displaystyle p=1}, esta variável é uma distribuição normal padrão.[93]
- Se {\displaystyle Z_{1}}e {\displaystyle Z_{2}} são duas variáveis aleatórias independentes com distribuição normal padrão, então o quociente {\displaystyle {\frac {Z_{1}}{Z_{2}}}} segue a distribuição de Cauchy de parâmetro 0 e 1, {\displaystyle {\frac {Z_{1}}{Z_{2}}}\sim Cau(0,1)}.[94] No caso de {\displaystyle Z_{1}} e {\displaystyle Z_{2}} serem duas gaussianas quaisquer (não centradas e não reduzidas), o quociente {\displaystyle {\frac {Z_{1}}{Z_{2}}}} segue uma distribuição complexa, em que a densidade é expressa em função dos polinômios de Hermite (a expressão exata é dada por Pham–Gia em 2006).[95]

#### Distribuições multidimensionais
- Há uma versão multidimensional da distribuição normal, chamada distribuição normal multidimensional, distribuição multinormal ou distribuição de Gauss multivariada. Se {\displaystyle X_{1},X_{2},\dots ,X_{n}} são variáveis aleatórias com distribuições normais, então a distribuição de probabilidade do vetor aleatório {\displaystyle (X_{1},X_{2},\dots ,X_{n})} é uma distribuição normal multidimensional. A densidade de probabilidade assume a mesma forma que a densidade da distribuição normal, porém escrita em forma de matriz. Se o vetor aleatório {\displaystyle (X_{1},X_{2})} tem distribuição normal unidimensional {\displaystyle N(\mu ,\mathbf {\Sigma } )}, em que {\displaystyle \mu } é o vetor das médias e {\displaystyle \mathbf {\Sigma } } é a matriz de variância–covariância, então a distribuição condicional {\displaystyle (X_{1}|X_{2}=x)} de {\displaystyle X_{1}}, sabendo que {\displaystyle X_{2}=x} é a distribuição normal {\displaystyle N(\mu _{1|x},\sigma _{1|x})} e {\displaystyle (X_{1},X_{2})\sim N\left(\left({\begin{matrix}\mu _{1}\\\mu _{2}\end{matrix}}\right),\left({\begin{matrix}\sigma _{11}&\sigma _{12}\\\sigma _{21}&\sigma _{22}\end{matrix}}\right)\right)}, então {\displaystyle (X_{1}|X_{2}=x)\sim N(\mu _{1|x},\sigma _{1|x})} com {\displaystyle \mu _{1|x}=\mu _{1}+{\frac {\sigma _{12}}{\sigma _{22}}}\left(x-\mu _{2}\right)} e {\displaystyle \sigma _{1|x}=\sigma _{11}-{\frac {\sigma _{12}\sigma _{21}}{\sigma _{22}}}.}[96]
- A distribuição normal de um vetor, cujas coordenas são independentes e com distribuições normais padrão, é a distribuição de Rayleigh.[95]

Nota–se que a distribuição gaussiana inversa e a distribuição gaussiana inversa generalizada não têm ligação com uma fórmula simplesmente criada a partir de variáveis da distribuição normal, mas tem relação com o movimento browniano.

### Distribuições normais generalizadas
Várias generalizações da distribuição normal foram introduzidas para mudar sua forma, sua assimetria, seu suporte, entre outros. Um novo parâmetro de forma {\displaystyle \beta >0} foi introduzido à distribuição normal para obter uma distribuição normal generalizada. Esta família de distribuição contém a distribuição normal como é o caso para {\displaystyle \beta =2} e também para a distribuição de Laplace para {\displaystyle \beta =1}. A nova densidade de probabilidade é dada por {\displaystyle f(x)={\frac {\beta }{2\alpha \Gamma (1/\beta )}}\;\;{\rm {e}}^{-{\bigl (}{\frac {|x-\mu |}{\sigma }}{\bigr )}^{\beta }}.}
Existe uma maneira de mudar a assimetria da distribuição normal a fim de obter a chamada distribuição normal assimétrica (distribuição normal distorcida). A introdução de um parâmetro {\displaystyle \lambda \in \mathbb {R} } permite obter a distribuição normal quando {\displaystyle \lambda =0}, uma assimetria à direita quando {\displaystyle \lambda >0} e uma assimetria à esquerda quando {\displaystyle \lambda <0}. A densidade desta distribuição é dada por {\displaystyle f(x)=2\varphi (x)\Phi (\lambda x)}.
Para mudar o suporte e, especialmente, para tornar a distribuição normal limitada, uma modificação possível é a distribuição truncada. Então, ela muda de escala para que as partes cortadas distribuam–se entre todos os valores guardados (ao contrário da distribuição dobrada). A distribuição normal padrão truncada em {\displaystyle -T} e em {\displaystyle T} para suportar o intervalo {\displaystyle [-T,T]} e sua função densidade definida por {\displaystyle f(x)={\begin{cases}{\frac {\varphi (x)}{2\Phi (T)-1}}&{\text{ se }}x\in [-T,T]\\0&{\text{ em caso contrário }}.\end{cases}}}
Também é possível truncar a distribuição normal de um lado. Então, ela é chamada distribuição normal corrigida. Se uma variável aleatória {\displaystyle X} segue uma distribuição normal {\displaystyle N(\mu ,\sigma ^{2})}, então {\displaystyle \max(X,0)} segue a distribuição normal corrigida.
Uma outra maneira de mudar o suporte da distribuição normal é dobrar a densidade a partir de uma valor, a distribuição obtida é a distribuição normal dobrada. Os valores retirados, por exemplo, {\displaystyle ]-\infty ,0[} são então distribuídos perto do valor da dobra, aqui, 0 (ao contrário da distribuição truncada). A densidade de probabilidade da distribuição normal dobrada em 0 é dada por {\displaystyle f(x)={\begin{cases}{\frac {1}{\sigma {\sqrt {2\pi }}}}\,\exp \left(-{\frac {(x+\mu )^{2}}{2\sigma ^{2}}}\right)+{\frac {1}{\sigma {\sqrt {2\pi }}}}\,\exp \left(-{\frac {(x-\mu )^{2}}{2\sigma ^{2}}}\right)&{\text{ para }}x\geq 0\\0&{\text{ em caso contrário.}}\end{cases}}}
Uma versão generalizada da distribuição log–normal permite obter uma família com distribuição, incluindo a distribuição normal como um caso particular. A família é definida a partir de três parâmetros: um parâmetro de posição {\displaystyle \mu }, um parâmetro de escala {\displaystyle \sigma } e um parâmetro de forma {\displaystyle \kappa \in \mathbb {R} }. Quando {\displaystyle \kappa =0}, esta distribuição log–normal generalizada é a distribuição normal. A densidade é dada por {\displaystyle f(x)={\frac {\varphi (y)}{\alpha -\kappa (x-\xi )}}}, em que {\displaystyle y={\begin{cases}-{\frac {1}{\kappa }}\log \left[1-{\frac {\kappa (x-\xi )}{\alpha }}\right]&{\text{se }}\kappa \neq 0\\{\frac {x-\xi }{\alpha }}&{\text{se }}\kappa =0\end{cases}}}.

Diferentes formas para a densidade da distribuição normal generalizada.
Diferentes formas para a densidade da distribuição normal assimétrica.
Diferentes formas para a densidade da distribuição log–normal.
Distribuição normal padrão truncada em 1,5 para a curva vermelha e em 2,5 para a curva azul.
Em verde, a densidade da distribuição normal dobrada em 0.

### Construções a partir da distribuição normal

#### Misturando as distribuições

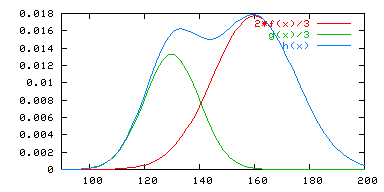
Em azul, a densidade de uma combinação linear de duas densidades normais.

Uma mistura gaussiana é uma distribuição de probabilidade, cuja densidade é definida por uma combinação linear de duas densidades de distribuições normais. Se nota–se {\displaystyle f_{1}} a densidade de {\displaystyle N(\mu _{1},\sigma _{1}^{2})} e {\displaystyle f_{2}} a densidade de {\displaystyle N(\mu _{2},\sigma _{2}^{2})}, então {\displaystyle \lambda f_{1}+(1-\lambda )f_{2}} é a densidade de uma distribuição de probabilidade chamada de mistura gaussiana.
Os modos das duas distribuições normais são dados por {\displaystyle \mu _{1}} e {\displaystyle \mu _{2}}, então a combinação gaussiana é uma distribuição bimodal. Se os máximos locais são valores próximos e não iguais aos valores {\displaystyle \mu _{1}} e {\displaystyle \mu _{2}}.

#### Generalidades
É possível construir outras densidades de probabilidade com a densidade da distribuição normal padrão. Harald Cramér estabeleceu em 1926 um resultado geral: se uma densidade de probabilidade {\displaystyle g} é duas vezes diferenciável, se a integral {\displaystyle \int (g''(x))^{2}{\rm {e}}^{x^{2}/2}{\rm {d}}x} é convergente e se {\displaystyle \lim _{+\infty }g(x)=\lim _{-\infty }g(x)=0}, então a função {\displaystyle g} pode ser desenvolvida em uma série absolutamente e uniformemente convergente em função das derivadas das densidades da distribuição normal padrão e dos polinômios de Hermite {\displaystyle g(x)=\sum _{k=0}^{\infty }{\frac {1}{k!}}\varphi ^{(k)}(x)\int g(y)H_{k}(y)~{\rm {d}}y.}

## Utilizações
Historicamente a distribuição normal é introduzida em estudos sobre os corpos celestes ou em jogos de azar. Ela é estudada, generalizada matematicamente e usada em muitas aplicações em matemática, em outras ciências exatas, em outras ciências mais aplicadas ou em ciências humanas e sociais. Segue uma seleção de exemplos.

### Balística
No século XIX, para melhorar a precisão da artilharia de fogo muitos tiros de canhão eram disparados. Observou–se que a direção e o alcance eram semelhantes às distribuições normais. Esta compreensão permitiu melhor treinar os servos para ajustar os disparos. Esta distribuição normal proveniente de diferentes fatores como as condições climáticas e também o uso do equipamento militar. A dispersão dos pontos de impacto e, portanto, da distribuição, fornece informações sobre o estado do material e sobre o possível número de disparos anormais. O ajuste à distribuição normal é feito pelo teste de Lhoste em uma série de 200 tiros. O matemático Jules Haag aplica o método para 2 680 tiros de diferentes escopos e diferentes direções.

### Quociente de inteligência
O quociente de inteligência (QI) visa dar um valor numérico à inteligência humana. Em 1939, David Wechsler deu uma definição estatística ao quociente de inteligência. 100 pontos são dados à média dos valores obtidos de uma população com idade similar e 15 pontos são deduzidos de um intervalo igual ao desvio padrão obtidos a partir dos valores da população testada. Por esta razão, a curva de distribuição do QI é modelada a curva em forma de sino da distribuição normal padrão em 100 e com desvio padrão 15, {\displaystyle N(100,15^{2})}. Entretanto, este modelo é questionado por alguns cientistas. Em efeito, os resultados dos testes são dependentes das classes sociais da população, a população deixaria de ser homogênea. Isto é, a propriedade de independência dos indivíduos não seria verificada. Então, o QI seria apenas uma medida de aproximação da inteligência humana com erro desconhecido.

### Anatomia humana

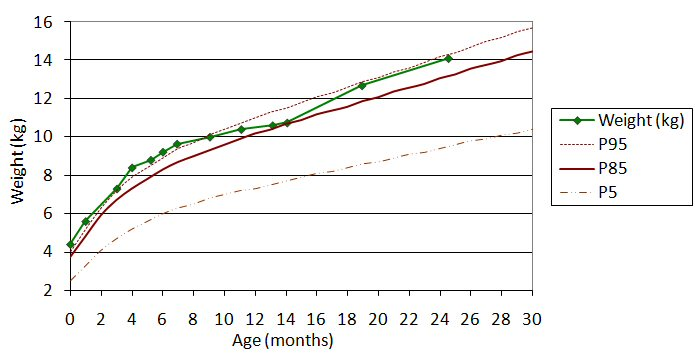
Exemplo da curva de aumento de peso.

Uma característica observável e mensurável de uma população de indivíduos comparáveis muitas vezes tem uma frequência modelada por uma distribuição normal. É o exemplo da altura humana em uma determinada idade (separados entre homens e mulheres) ou o tamanho do bico de uma população de aves como os pássaros estudados por Charles Darwin. Mais precisamente, uma característica mensurável de uma população pode ser modelada por uma distribuição normal se ela for codificada geneticamente por vários alelos ou por vários locus ou se a característica depende de um grande número de efeitos do meio ambiente.
As curvas de crescimento apresentadas pela Organização Mundial da Saúde (OMS), presentes em cadernetas de saúde, por exemplo, são derivadas de modelagem pela distribuição normal. Por meio de um estudo detalhado dos percentis medidos em uma população com idade fixa e por meio de testes estatísticos de adequação, as distribuições dos pesos e das alturas por faixa etária foram modeladas por distribuições de probabilidade. Estas distribuições incluem a distribuição normal, a distribuição normal de Box–Cox (generalização da distribuição normal), a distribuição Student de Box–Cox (generalização da distribuição normal de Box–Cox) e ainda a distribuição exponencial com potência Box–Cox. Graficamente, para cada idade ou para cada eixo vertical, a mediana {\displaystyle m} é representada (linha central) e os dois valores de {\displaystyle m+\sigma } e {\displaystyle m-\sigma }, em que {\displaystyle \sigma } é o desvio padrão, dão as curvas e, assim, representam a evolução de um intervalo de confiança.

### Sinais e medições físicas

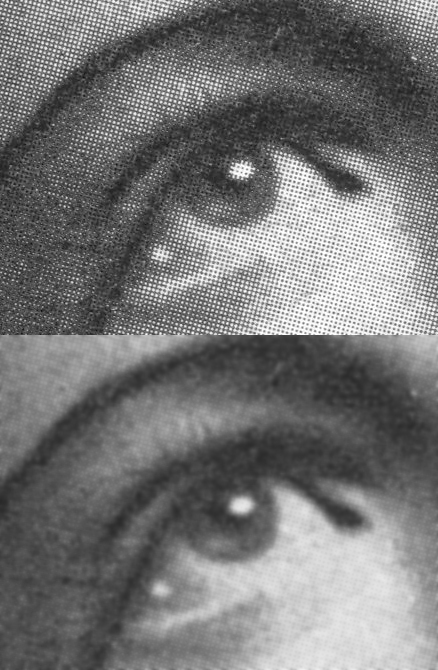
Um filtro gaussiano é aplicado à imagem de cima, obtendo–se uma imagem de fundo mais suave e com menos granulados.

Quando um sinal é transmitido, ocorre uma perda de informação devido aos meios de transmissão ou à decodificação do sinal. Quando uma medição física é efetuada, uma incerteza no resultado pode ser proveniente de uma imprecisão do aparelho de medida ou de uma incapacidade de obter o valor teórico. Um método para modelar tais fenômenos é considerar um modelo determinista (não aleatório) para o sinal ou para a medição e adicionar ou multiplicar um termo aleatório que represente a perturbação aleatória, às vezes chamadas de erro ou de ruído. Em muitos casos, este erro é assumido como distribuição normal ou como distribuição log–normal em casos de multiplicação. É o caso, por exemplo, da transmissão de um sinal através de um cabo elétrico. Quando o processo depende do tempo, o sinal ou a medição é modelada por um ruído branco. Então, a suavização de imagem com um filtro gaussiano é utilizada.

### Economia
Os preços de algumas commodities são determinadas por uma bolsa de valores, como é o caso do trigo, do algodão e do ouro. No tempo {\displaystyle t}, o preço {\displaystyle Z(t)} evolui até o momento {\displaystyle t+T}, aumentando {\displaystyle Z(t+T)-Z(t)}. Em 1900, Louis Bachelier postulou que este aumento segue uma distribuição normal de média nula, cuja variância depende de {\displaystyle t} em {\displaystyle T}. Entretanto, este modelo satisfaz apenas ao mercado financeiro. Então, outros matemáticos propuseram melhorar este modelo, assumindo que é o aumento {\displaystyle \ln Z(t+T)-\ln Z(t)} que segue a distribuição normal, o que quer dizer que o aumento dos preços segue uma distribuição log–normal. Esta hipótese é a base do modelo e da fórmula de Black–Scholes utilizado massivamente pela indústria financeira.
Este modelo ainda foi melhorado por Benoît Mandelbrot especialmente, assumindo que o aumento segue uma distribuição estável (a distribuição normal é um caso particular da distribuição estável). Então, parece que o movimento browniano, cujo crescimento é uma distribuição normal, e o processo de Levy, cujo crescimento estável modela as curvas do mercado.

### Matemática

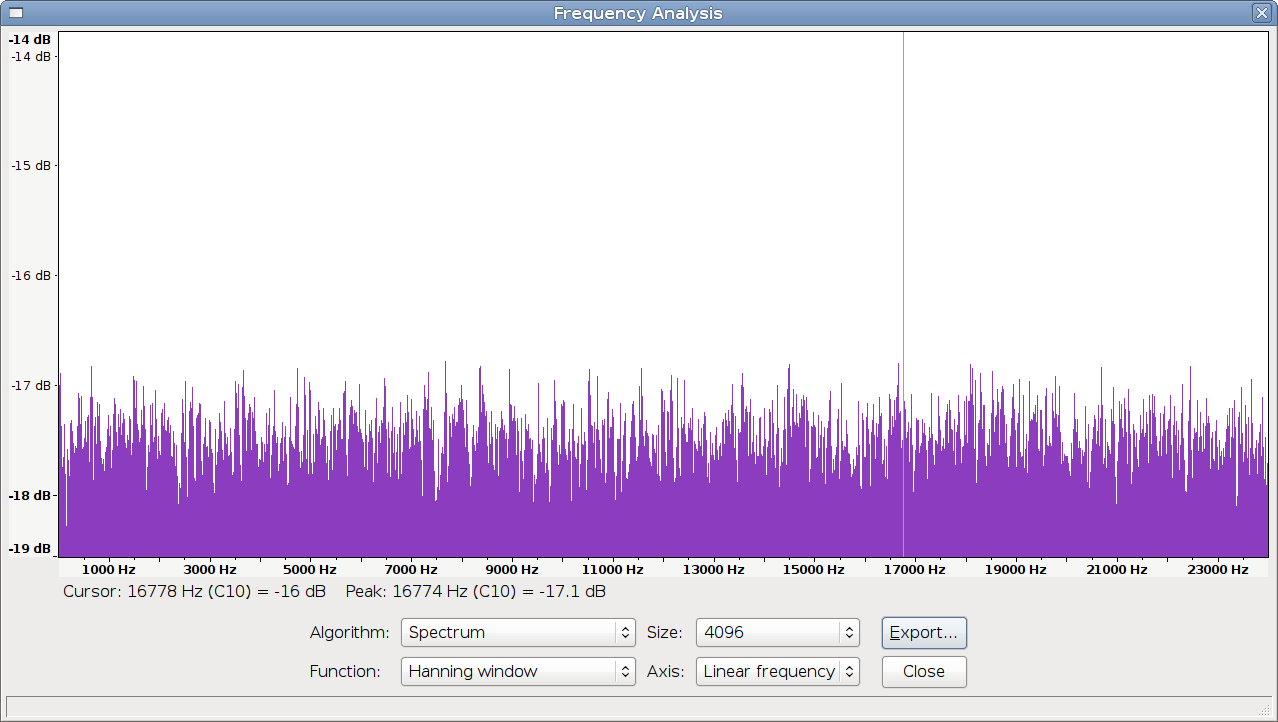
Ruído branco gaussiano unidimensional.

A distribuição normal é utilizada em muitas áreas da matemática. O ruído branco gaussiano é um processo estocástico de tal modo que em qualquer ponto o processo é uma variável aleatória com distribuição normal independente do processo de outros pontos. O movimento browniano {\displaystyle (B(t),t\geq 0)} é um processo estocástico, cujos aumentos são independentes, estacionários e com distribuição normal. Incluindo um valor {\displaystyle t>0} fixo, a variável aleatória {\displaystyle B(t)} segue a distribuição normal {\displaystyle N(0,t)}. Este processo aleatório tem muitas aplicações. Ele faz uma ligação entre a equação do calor e a distribuição normal. Quando a extremidade de uma haste de metal é aquecida em um curto espaço de tempo, o calor se propaga ao longo da barra na forma de uma curva em forma de sino.
A distribuição normal também é aplicada em áreas da matemática não aleatórias como na teoria dos números. Todo número inteiro {\displaystyle n} pode ser escrito como a multiplicação de potências de números primos. Seja {\displaystyle \omega (n)} o número de números primos diferentes nesta decomposição. Por exemplo, para {\displaystyle 60=2^{2}\times 3\times 5} , {\displaystyle \omega (60)=3}. O teorema de Erdős–Kac assegura que esta função {\displaystyle n\mapsto \omega (n)} para {\displaystyle n\leq N} está relacionada com a densidade da distribuição normal {\displaystyle N\left(\ln \ln(N),{\sqrt {\ln \ln(N)}}\right)}. Isto é, para um grande número da ordem de {\displaystyle 1000000000=10^{9}}, existe uma alta probabilidade que o número de divisores primos seja 3 para {\displaystyle \ln \ln(10^{9})\approx 3,03}.

## Testes e estimativas

### Critérios de normalidade

Linha de Henry representada em um papel gaussiano–aritmético.

É importante saber se os valores são distribuídos de acordo com a distribuição normal. Quatro critérios podem ser estudados antes de realizar um teste estatístico.
O primeiro critério (o critério mais simples) consiste em traçar um diagrama em barras da distribuição e verificar visualmente se o diagrama é em forma de sino. Entretanto, este critério subjetivo permite eliminar uma parte das distribuições quando consideradas não gaussianas.
De maneira mais precisa, a utilização das faixas de normalidade permite comparar com as frequências observadas facilmente calculáveis. O critério consiste em utilizar as faixas de normalidade ou os intervalos de confiança. Quando os valores são normalmente distribuídos, 68% deles estão no intervalo {\displaystyle [{\overline {x}}-\sigma \,;\,{\overline {x}}+\sigma ]}, 95% deles estão no intervalo {\displaystyle [{\overline {x}}-2\,\sigma \,;\,{\overline {x}}+2\,\sigma ]} e 99,7% deles estão no intervalo {\displaystyle [{\overline {x}}-3\,\sigma \,;\,{\overline {x}}+3\,\sigma ]}.
Se não for o caso, a escolha de modelar a distribuição dos valores observados pela distribuição normal não é aconselhável.
O gráfico de probabilidade normal permite ajustar os valores observados com uma distribuição normal. Isto é, representando o gráfico de probabilidade normal, é possível fazer um diagnóstico sobre a natureza normal da distribuição e, se ela for susceptível a ser normal, é possível determinar a média e o desvio padrão. Os valores {\displaystyle (x_{i},i\leq n)} são observados e representados pela função de distribuição empírica {\displaystyle F_{n}}. Elas são gaussianas se os pontos {\displaystyle (x_{i},F_{n}(x_{i}))} representados no papel gráfico gaussiano-aritmético estão alinhados em uma reta chamada Henri. Um papel gaussiano-aritmético é formado por um eixo aritmético das abscissa e é calculada pelo inverso da função de distribuição da distribuição normal padrão de ordem {\displaystyle \Phi ^{-1}}.
Estes critérios são necessários, mas não são suficientes para afirmar que os valores são normalmente distribuídos.

### Testes de normalidade
Com seu papel no teorema central do limite, a distribuição normal é encontrada em muitos dos testes estatísticos chamados gaussianos ou assintoticamente gaussianos. O pressuposto de normalidade é feito sobre uma distribuição a priori em um teste de aderência para indicar que esta distribuição segue aproximadamente uma distribuição normal. Existem vários testes de normalidade.
- O teste qui–quadrado de aderência para a distribuição normal permite testar se uma série de {\displaystyle k} valores observados segue uma distribuição normal. Neste tipo de teste, a hipótese nula é que a distribuição observada pode ser aproximada pela distribuição normal. Tendo agrupado os {\displaystyle k} valores observados, calcular as probabilidade de uma variável aleatória de distribuição normal pertencer a uma classe em estimativa dos parâmetros da distribuição devidos aos valores observados. Estas probabilidades podem ser obtidas com as tabelas numéricas da distribuição normal. Se a hipótese nula for verdadeira, a estatística qui–quadrado calculada a partir dos valores observados e das probabilidades anteriores seguem uma distribuição qui–quadrado. O número do grau de liberdade é {\displaystyle k-1} se a média e o desvio padrão são conhecidos, {\displaystyle k-2} se um dos dois parâmetros é desconhecido ou {\displaystyle k-3} se os dois parâmetros são desconhecidos. A hipótese nula é rejeitada se a estatística qui–quadrado é superior ao valor obtido por meio da tabela do limiar da distribuição qui–quadrado {\displaystyle \alpha }.[124]
- O teste de Lilliefors é baseado na comparação entre a função de distribuição da distribuição normal e a função de distribuição empírica. É uma adaptação do teste de Kolmogorov–Smirnov. As opiniões sobre o poder do teste são divididas. Ele é eficiente em torno da média, mas nem tanto para a comparação das caudas de distribuição. Os valores observados {\displaystyle (x_{i},i\leq n)} são dispostos em ordem crescente {\displaystyle (x_{(i)},i\leq n)}. Os valores {\displaystyle F_{i}=\Phi \left((x_{(i)}-{\overline {x}})/s\right)} são as frequências teóricas da distribuição normal centrada reduzida associada com os valores normalizados. Se a estatística {\displaystyle D=\max _{i=1,\dots ,n}\left(F_{i}-{\frac {i-1}{n}};{\frac {i}{n}}-F_{i}\right)}for superior a um valor crítico calculado pelo limiar {\displaystyle \alpha } e ao tamanho da amostra, então o pressuposto de normalidade é rejeitado no limiar {\displaystyle \alpha }.[125]
- O teste de Anderson–Darling é outra versão do teste de Kolmogorov–Smirnov mais adequada ao estudo das caudas de distribuição. Usando a mesma notação que o teste de Lilliefors, se a estatística {\displaystyle A=-n-{\frac {1}{n}}\sum _{i=1}^{n}(2i-1)\left(\ln(F_{i})+\ln(1-F_{n-i+1})\right)} for superior a uma valor crítico calculado pelo limiar {\displaystyle \alpha } e ao tamanho da amostra, então o pressuposto de normalidade é rejeitado no limiar {\displaystyle \alpha }.[125]
- O teste D'Agostino é baseado nos coeficientes de simetria e de curtose. É particularmente eficaz a partir de {\displaystyle n\geq 20} valores observados. Embora a ideia do teste seja simples, as fórmulas são mais complicadas. A ideia é construir modificações dos coeficientes de simetria e de curtose para obter as variáveis {\displaystyle z_{1}}e {\displaystyle z_{2}} da distribuição normal padrão. Então, é realizado um teste qui–quadrado com estatística {\displaystyle z_{1}^{2}+z_{2}^{2}}.[125]
- O teste Jarque–Bera também é baseado nos coeficientes de simetria e de curtose. O teste somente é interessante para um número elevado de valores observados. Considerando os dois estimadores {\displaystyle b_{1}={\frac {{\frac {1}{n}}\sum _{i=1}^{n}(x_{i}-{\overline {x}})^{3}}{\left({\frac {1}{n}}\sum _{i=1}^{n}(x_{i}-{\overline {x}})^{2}\right)^{\frac {3}{2}}}}} e {\displaystyle b_{2}={\frac {{\frac {1}{n}}\sum _{i=1}^{n}(x_{i}-{\overline {x}})^{4}}{\left({\frac {1}{n}}\sum _{i=1}^{n}(x_{i}-{\overline {x}})^{2}\right)^{2}}}}, deve–se realizar um teste qui–quadrado com estatística {\displaystyle T=n\left(b_{1}^{2}/6+(b_{2}-3)^{2}/24\right)}.[125]
- O teste de Shapiro–Wilk proposto em 1965 é eficaz para pequenas amostras com menos de 50 valores. Os valore observados {\displaystyle (x_{i},i\leq n)} são dispostos em ordem crescente {\displaystyle (x_{(i)},i\leq n)} e os coeficientes {\displaystyle a_{i}}são calculados a partir do quantil, da média, da variância e da covariância de uma distribuição normal. Se a estatística {\displaystyle W={\frac {\left(\sum _{i=1}^{[n/2]}a_{i}\left(x_{(n-i+1)}-x_{(i)}\right)\right)^{2}}{\sum _{i=1}^{n}(x_{i}-{\overline {x}})^{2}}}} for inferior a um valor crítico calculado pelo limiar {\displaystyle \alpha } e ao tamanho da amostra, então o pressuposto de normalidade é rejeitado no limiar {\displaystyle \alpha }.[125]

### Estimativa dos parâmetros
Quando um fenômeno aleatório é observado e considera–se que ele pode ser modelado por uma distribuição normal, uma das perguntas que podem ser feitas é quanto valem os parâmetros {\displaystyle \mu } e {\displaystyle \sigma } da distribuição normal {\displaystyle N(\mu ,\sigma ^{2})}? Então, é realizada uma estimativa. As observações coletadas durante a observação do fenômenos são notadas para as variáveis aleatórias {\displaystyle X_{1},X_{2},\dots ,X_{n}}. As notações da média aritmética e da média quadrada também são úteis: {\displaystyle {\bar {S}}_{n}={\frac {1}{n}}(X_{1}+X_{2}+\dots +X_{n})} e {\displaystyle T_{n-1}^{2}={\frac {1}{n-1}}\sum _{k=1}^{n}(X_{k}-{\bar {S}}_{n})^{2}}.
Estes dois valores são respectivamente estimadores da média e do desvio padrão que são calculados a partir dos valores observados. Como variáveis {\displaystyle X_{1},X_{2},\dots ,X_{n}} tem distribuição normal, então {\displaystyle {\bar {S}}_{n}} tem distribuição {\displaystyle N(\mu ,{\frac {\sigma ^{2}}{n}})} e {\displaystyle T_{n-1}} tem distribuição qui–quadrado {\displaystyle \chi ^{2}(n-1)}.

#### Estimativa da médiaμ{\displaystyle \mu }quando o desvio padrão é conhecido
Um método consiste em procurar um limiar {\displaystyle \alpha } de um intervalo de confiança em torno da média teórica {\displaystyle \mu }. Usando os quantis de ordem {\displaystyle {\frac {\alpha }{2}}} e {\displaystyle 1-{\frac {\alpha }{2}}}, a fórmula que define os quantis permite obter {\displaystyle \mathbb {P} \left({\bar {S}}_{n}+{\frac {\sigma }{\sqrt {n}}}q_{\alpha /2}\leq \mu \leq {\bar {S}}_{n}-{\frac {\sigma }{\sqrt {n}}}q_{\alpha /2}\right)\geq 1-\alpha }. Com os valores observados e as tabelas da distribuição normal padrão, então é possível fornecer os valores numéricos de intervalo {\displaystyle \left[{\bar {S}}_{n}-{\frac {\sigma }{\sqrt {n}}}q_{\alpha /2},{\bar {S}}_{n}-{\frac {\sigma }{\sqrt {n}}}q_{1-\alpha /2}\right]}de limiar {\displaystyle \alpha }.

#### Estimativa da médiaμ{\displaystyle \mu }quando o desvio padrão não é conhecido
Um método consiste em usar uma variável intermediária que pode ser escrita com as novas variáveis aleatórias {\displaystyle U} de distribuição {\displaystyle \chi ^{2}(n-1)}: {\displaystyle {\frac {{\bar {S}}_{n}-\mu }{T_{n-1}}}={\frac {U{\sqrt {n-1}}}{\sqrt {V}}}} tem distribuição de Student {\displaystyle t(n-1)}. Usando os quantis de ordem {\displaystyle {\frac {\alpha }{2}}} e {\displaystyle 1-{\frac {\alpha }{2}}}, a fórmula que define os quantis permite obter {\displaystyle \mathbb {P} \left({\bar {S}}_{n}+{\frac {T_{n-1}}{\sqrt {n}}}q_{\alpha /2}\leq \mu \leq {\bar {S}}_{n}-{\frac {T_{n-1}}{\sqrt {n}}}q_{\alpha /2}\right)\geq 1-\alpha }. Com os valores observados e as tabelas da distribuição normal padrão, então é possível fornecer os valores numéricos de intervalo {\displaystyle \left[{\bar {S}}_{n}+{\frac {T_{n-1}}{\sqrt {n}}}q_{\alpha /2},{\bar {S}}_{n}-{\frac {T_{n-1}}{\sqrt {n}}}q_{\alpha /2}\right]}para limiar {\displaystyle \alpha }.

#### Estimativa do desvio padrãoσ{\displaystyle \sigma }quando a médiaμ{\displaystyle \mu }é desconhecida
É o mesmo método que o anterior. A introdução da variável aleatória {\displaystyle T_{n-1}^{2}{\frac {n-1}{\sigma ^{2}}}} de distribuição qui–quadrado para {\displaystyle n-1} grais de liberdade permite obter {\displaystyle \mathbb {P} \left(T_{n-1}^{2}{\frac {n-1}{q_{1-\alpha /2}}}\leq \sigma \leq T_{n-1}^{2}{\frac {n-1}{q_{\alpha /2}}}\right)\geq 1-\alpha }, em que {\displaystyle q_{1-\alpha /2}} e {\displaystyle q_{\alpha /2}} são quantis de distribuição qui–quadrado para {\displaystyle n-1} grais de liberdade que poder obtido pela tabela do qui–quadrado. O intervalo {\displaystyle \left[T_{n-1}^{2}{\frac {n-1}{q_{1-\alpha /2}}},T_{n-1}^{2}{\frac {n-1}{q_{\alpha /2}}}\right]} é o intervalo de confiança para o limiar {\displaystyle \alpha }.

## Simulação
Para estudar um fenômeno aleatório que envolve uma variável normal, cujos parâmetros são conhecidos ou estimados, uma abordagem analítica muitas vezes é muito complexa para ser desenvolvida. Neste caso, é possível utilizar um método de simulação. Particularmente, o método de Monte Carlo que consiste em gerar uma amostra artificial de valores independentes de uma variável com um computador. Geralmente softwares ou linguagens de programação tem um gerador de números pseudoaleatórios com uma distribuição uniforme em {\displaystyle ]0,1[}. Então, transforma–se esta variável de distribuição {\displaystyle U(]0,1[)} em uma variável {\displaystyle N(0,1)} (adaptação de outros valores dos parâmetros não representa qualquer problema).

### Abordagens para evitar
- De maneira geral, pode–se utilizar a função inversa da função de distribuição: neste caso, a variável aleatória {\displaystyle \ \Phi ^{-1}(U)} segue a distribuição normal padrão. Entretanto, este método não é conveniente por falta de expressões simples de funções {\displaystyle \Phi } e {\displaystyle \Phi ^{-1}}. Além disso, os resultados são numericamente insatisfatórios.[130]
- Se {\displaystyle U_{1},U_{2},\dots ,U_{12}} são doze variáveis independentes de distribuição uniforme em {\displaystyle [0,1]}, então a variável {\displaystyle \sum _{k=1}^{12}U_{k}-6} tem média nula e desvio padrão unitário. Portanto, o devido ao teorema central do limite, esta variável segue aproximadamente a distribuição normal padrão. Esta é uma maneira simples de gerar uma distribuição normal, porém a aproximação permanece imprecisa.[131]

### Abordagens eficientes
- Um melhor algoritmo é o método de Box–Muller, que utiliza uma representação polar de duas coordenadas uniformes dadas pelas fórmulas seguintes. Se {\displaystyle {\begin{cases}U\sim {\mathcal {U}}(0,1)\\V\sim {\mathcal {U}}(0,1)\end{cases}}}, então {\displaystyle {\begin{cases}{\sqrt {-2\ln(U)}}\cos(2\pi V)\sim N(0,1)\\{\sqrt {-2\ln(U)}}\sin(2\pi V)\sim N(0,1)\end{cases}}}, em que as duas variáveis resultantes são independentes. Este algoritmo é simples de ser realizado, mas o cálculo de um logaritmo, de uma raiz quadrada e de uma função trigonométrica retarda o processo.[131]
- Uma melhoria foi proposta por Marsaglia e Bray em 1964, que substitui os cosenos e os senos pelas variáveis {\displaystyle V_{1}/{\sqrt {W}}} e {\displaystyle V_{2}/{\sqrt {W}}} ou {\displaystyle V_{1}} e {\displaystyle V_{2}} independentes de distribuição {\displaystyle U(-1,1)} e {\displaystyle W=V_{1}^{2}+V_{2}^{2}} quando {\displaystyle W<1} (são rejeitados os pares que não verificarem a última condição).[132] Portanto, {\displaystyle {\begin{cases}V_{1}{\sqrt {-2{\dfrac {\ln W}{W}}}}\sim N(0,1)\\V_{2}{\sqrt {-2{\dfrac {\ln W}{W}}}}\sim N(0,1).\end{cases}}} Este algoritmo não é mais pesado para ser implementado e a simulação tem ganhado velocidade.[131]
- Para um grande número de impressões aleatórias, o método Ziggourat é mais rápido, mas a implementação é mais complexa.[133]

## Implementação em software de computação
A distribuição normal foi incorporada em vários softwares de computação.

### Planilhas
As planilhas em Microsoft Excel, OpenOffice.org Calc e LibreOffice Calc fornecem as seguintes funções:
- LOI.NORMALE(x ; mu ; sigma ; cumulative) (em inglês, NORMDIST) : dá
  - se cumulative for booleano FAUX, a densidade de probabilidade da distribuição normal de esperança mu e desvio padrão sigma em x.
  - se cumulative for booleano VRAI, a função de distribuição da distribuição normal de esperança mu e desvio padrão sigma em x.
- PHI(x) : dá a densidade de probabilidade da distribuição normal padrão φ em x.
- LOI.NORMALE.STANDARD(x) (NORMSDIST) : dá a função de distribuição da distribuição normal padrão Φ em x.
- LOI.NORMALE.INVERSE(p ; mu ; sigma) (NORMINV) dá o quantil q de uma distribuição normal para uma probabilidade p.
- LOI.NORMALE.STANDARD.INVERSE(p) (NORMSINV)
- CENTREE.REDUITE(x ; mu ; sigma) (STANDARDIZE) retorna (x – mu) / sigma.

### Linguagem de programação estatística S
A linguagem S, implementada no software R e S–PLUS, fornece as seguintes funções:
- dnorm() : densidade de probabilidade da distribuição normal
  - dnorm(x) : para uma distribuição normal padrão em x ; dnorm(x, log=TRUE) dá o logaritmo natural do valor.
  - dnorm(x, mu, sigma) ou dnorm(x, mean = mu, sd = sigma) : para uma distribuição normal de esperança mu e desvio padrão sigma em x ; pode ser adicionado log = TRUE,

- pnorm() : função de distribuição de uma distribuição normal
  - pnorm(q) : para uma distribuição normal padrão; lower.tail = FALSE dá o adicional 1 – Φ, log.p = TRUE dá o logaritmo natural do valor
  - pnorm(q, mu, sigma) ou pnorm(q, mean = mu, sd = sigma) : idem para uma distribuição normal de esperança mu e desvio padrão sigma em x

- qnorm() : dá os quantis de uma distribuição normal
  - qnorm(p) : para uma distribuição normal padrão; lower.tail = FALSE dá o quantil do adicional 1 – Φ, log.p = TRUE da o logaritmo natural do valor
  - qnorm(p, mu, sigma) ou qnorm(p, mean = mu, sd = sigma) : idem para uma distribuição normal de esperança mu e desvio padrão sigma

- rnorm() : gerador de números aleatórios de acordo com uma distribuição normal
  - rnorm(n) : gerador de n números aleatórios em uma distribuição normal padrão
  - rnorm(n, mu, sigma) ou rnorm(n, mean = mu, sd = sigma) : idem para uma distribuição normal de esperança mu e desvio padrão sigma

- ks.test(A, "dnorm") : teste de normalidade de Kolmogorov–Smirnov

### Matlab / Octave
O Matlab oferece os seguintes comandos:
- randn(n) : gerador de n números aleatórios em uma distribuição normal padrão
 randn(m, n) : gerador de n números aleatórios em uma matriz mxn
- normcdf(x, mu, sigma), cdf('norm', x, mu, sigma) e cdf('Normal', x, mu, sigma) : função de distribuição em x da distribuição normal de esperança mu e desvio padrão sigma (função de distribuição cumulativa)
- normpdf(x, mu, sigma), pdf('norm', x, mu, sigma) e pdf('Normal', x, mu, sigma) : densidade de probabilidade em x da distribuição normal de esperança mu e desvio padrão sigma (função de distribuição de probabilidade)
- [mu, sigma] = normfit(X) : determina a esperança e o desvio padrão de um conjunto de dados X de regressão

### Scilab
O Scilab (libre et gratuit) oferece os seguintes comandos:
- rand(m, n, "normal") : matriz mxn de números aleatórios de distribuição normal padrão; rand(A, "normal") dá uma matriz de mesma dimensão que a matriz A
- grand(m, n, "nor", mu, sigma) : matriz mxn de números aleatórios de distribuição normal de esperança mu e desvio padrão sigma
- cdfnor("PQ", x, mu, sigma) : valor p da função de distribuição (função de distribuição cumulativa) em x para uma distribuição normal de esperança mu e desvio padrão sigma
- cdfnor("X", mu, sigma, p, 1 - p) : valor do quantil q para uma probabilidade p
- cdfnor("Mean", sigma, p, 1 - p, x) : esperança de uma distribuição normal com desvio padrão sigma e probabilidade cumulada em x para p
- cdfnor("Std", p, 1 - p, x, mu) : desvio padrão de uma distribuição normal com probabilidade cumulada em x para p e esperança mu

As opções "Mean" e "Std" executam regressão se x e p são vetores.
A extensão Atoms CASCI fornecem outras funções que tem uma escrita mais simples.
- cdfnormal(x) : função de distribuição Φ da distribuição normal padrão
 cdfnormal(x, mu, sigma) : função de distribuição de uma distribuição normal de esperança mu e desvio padrão sigma
- idfnormal(p) : quantil Φ-1 da distribuição normal padrão (função de distribuição cumulativa inversa) 
 idfnormal(p, mu, sigma) : idem para uma distribuição de esperança mu e desvio padrão sigma
- pdfnormal(x) : densidade de probabilidade φ da distribuição normal padrão (função de distribuição de probabilidade) 
 pdfnormal(x, mu, sigma) : idem para uma distribuição de esperança mu e desvio padrão sigma
- rndnormal(n) : gerador de n números aleatórios em uma distribuição normal padrão; rndnormal(m, n) gera uma matriz mxn 
rndnormal(n, mu, sigma), rndnormal(m, n, mu, sigma) : idem para uma distribuição de esperança mu e desvio padrão sigma

## Homenagem
Por sua ampla utilização nas ciências, a distribuição normal, muitas vezes pela utilização da curva em forma de sino, é destacada em diferentes contextos e é utilizada para representar a universalidade da uma distribuição estatística, entre outros. Francis Galton menciona a distribuição normal em seu trabalho Natural Inheritance de 1889:
| “                | Je ne connais rien d'autre si propre à frapper l'imagination que cette merveilleuse forme d'ordre cosmique donnée par la Loi de Fréquence des Erreurs... Elle règne avec sérénité et en toute abnégation au milieu de la confusion sauvage. | ” |
| — Francis Galton | |   |

Em 1989, foi feita uma homenagem à Carl Friedrich Gauss com a impressão de um bilhete com seu rosto e a curva em forma de sino (pedras suportam a curva de sino, e o caso de alguns matemáticos).
| O estatístico William Youden escreveu em 1962 uma explicação sobre a finalidade e a posição da distribuição normal nas ciências. Ele apresentou o caligrama em formato de sino. |
| THE NORMAL LAW OF ERROR STANDS OUT IN THE EXPERIENCE OF MANKIND AS ONE OF THE BROADEST GENERALIZATIONS OF NATURAL PHILOSOPHY ♦ IT SERVES AS THE GUIDING INSTRUMENT IN RESEARCHES IN THE PHYSICAL AND SOCIAL SCIENCES AND IN MEDICINE AGRICULTURE AND ENGINEERING ♦ IT IS AN INDISPENSABLE TOOL FOR THE ANALYSIS AND THE INTERPRETATION OF THE BASIC DATA OBTAINED BY OBSERVATION AND EXPERIMENT  |
| Em português, a lei normal do erro destaca-se na experiência da humanidade como uma das mais amplas generalizações de filosofia natural. Ela serve como instrumentos guias em pesquisas nas ciências físicas e sociais, na medicina, na agricultura e na engenharia. Ela é uma ferramenta essencial para a análise e a interpretação dos dados básicos obtidos pela observação e experimentação. |